# Paul McCartney

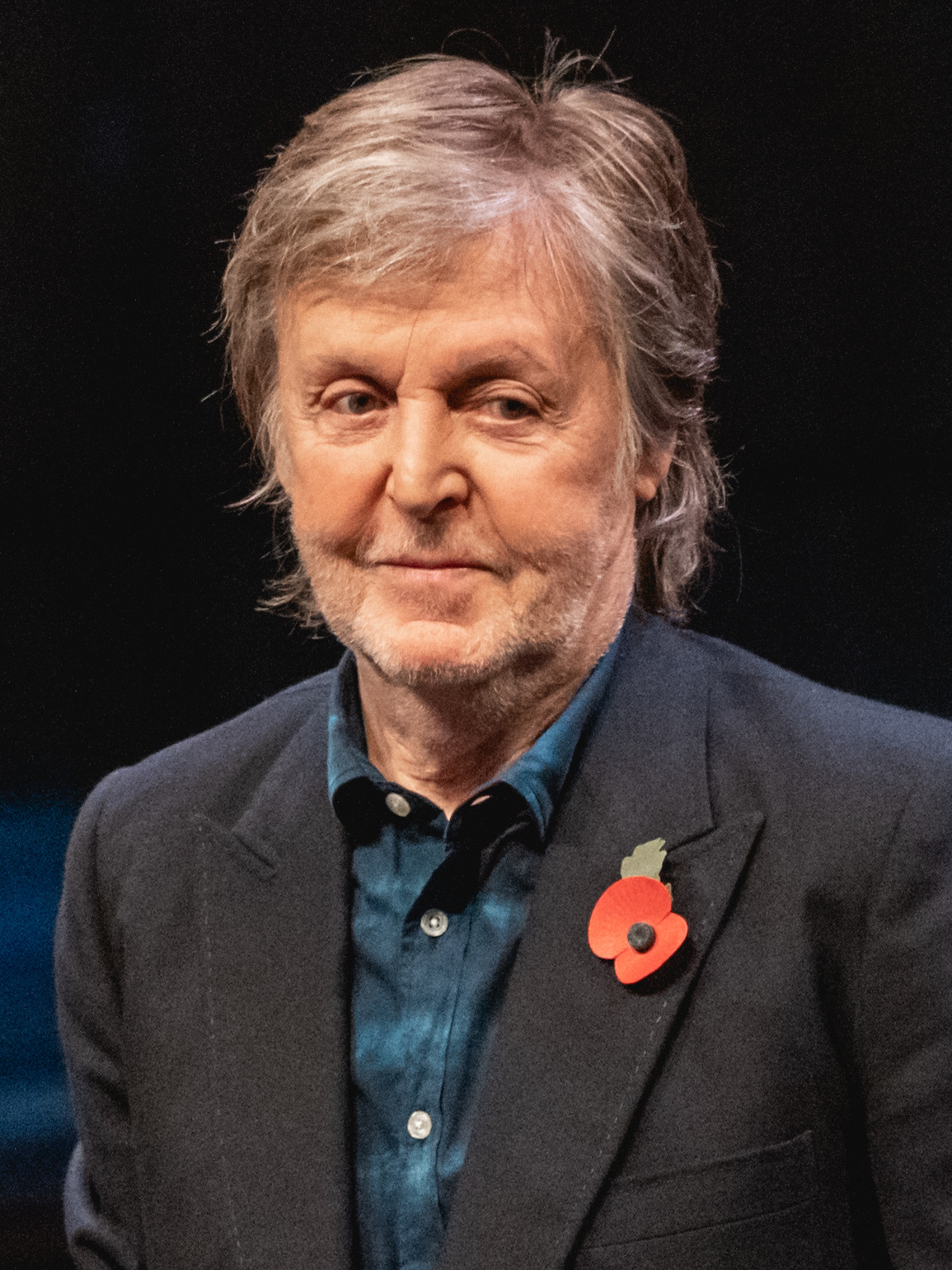
Paul McCartney, 2022
rahmenlos|zentriert|Stimme von Paul McCartney, Interview auf BBC Radio4, 26. Dezember 2012

Sir James Paul McCartney, CH, MBE (* 18. Juni 1942 in Liverpool) ist ein britischer Musiker. Er ist zudem Songwriter bzw. Singer-Songwriter, Liedtexter und Komponist sowie Musikproduzent, Maler, Filmproduzent, Kinderbuchautor und Tierrechtsaktivist.
Der Oscar- und mehrfache Grammy-Preisträger wurde vor allem als Sänger und Bassist der Band The Beatles bekannt, für die er zusammen mit John Lennon die meisten Stücke geschrieben hat. Die Komponistenpartnerschaft Lennon/McCartney und auch McCartney selbst gelten als die erfolgreichsten Songwriter in der Geschichte der Popmusik. McCartneys Stück Yesterday ist einer der meistgespielten Popsongs. Weitere sehr bekannte Kompositionen McCartneys für die Beatles sind unter anderem Let It Be, Hey Jude, Get Back, Eleanor Rigby und Lady Madonna.
Nach der Auflösung der Beatles startete Paul McCartney 1970 eine erfolgreiche Solokarriere und gründete mit seiner Frau Linda McCartney die bis 1981 bestehende Band Wings. Seit den 1980er Jahren arbeitet er fast ausschließlich als Solokünstler und widmet sich vermehrt auch anderen musikalischen Genres wie der elektronischen und klassischen Musik.

## Leben

### Kindheit, Familie und Privatleben

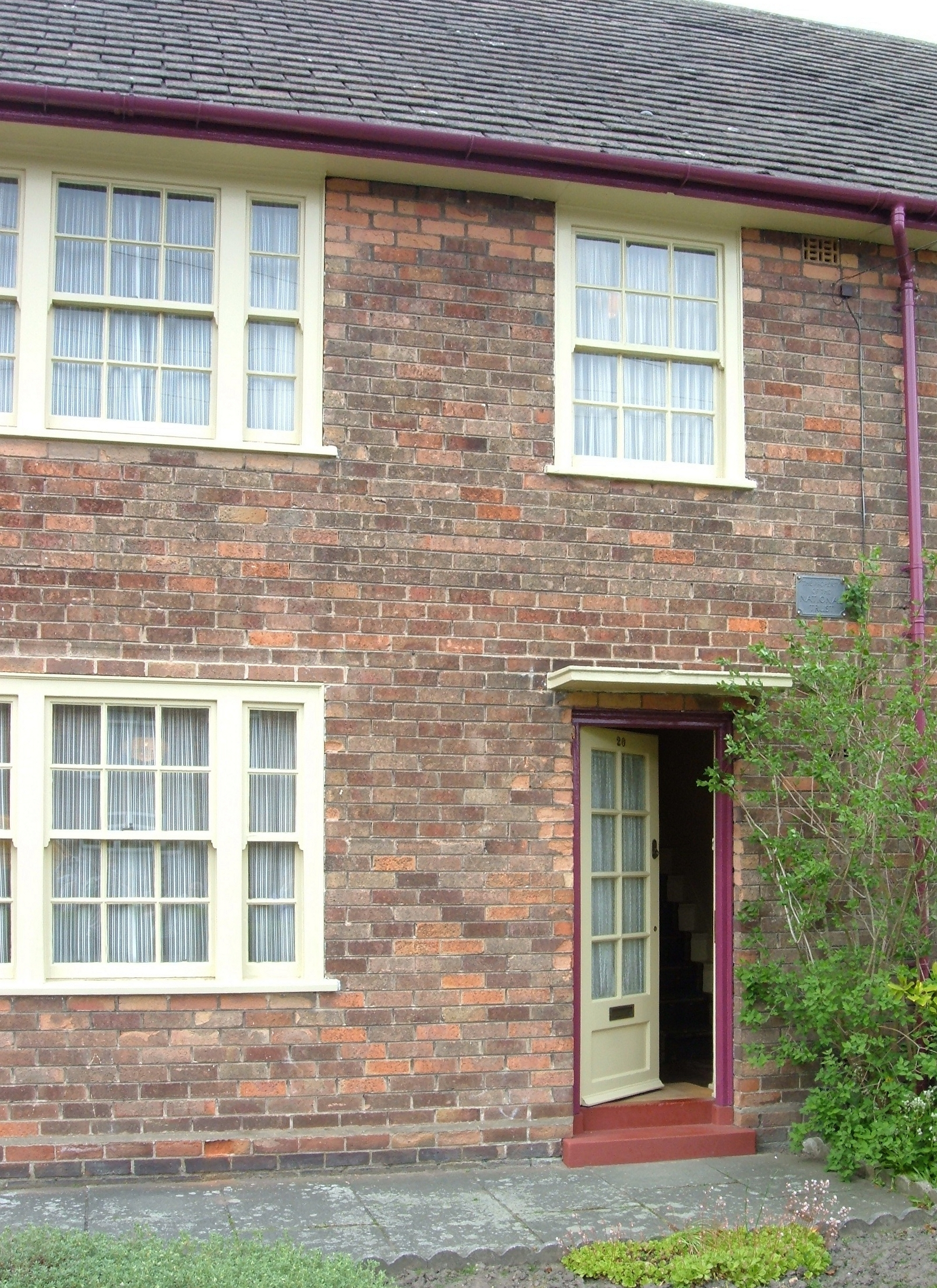
20 Forthlin Road in Liverpool: Hier lebte Paul McCartney von 1955 bis 1965 mit seinem Bruder und seinem Vater

James Paul McCartney wurde 1942 in Liverpool geboren und wuchs zunächst in der Western Avenue, wo seiner Mutter als Hebamme von der Stadtverwaltung ein Haus reserviert worden war, am Rand der Stadt, anschließend in der Ardwick Road in einer Sozialbausiedlung im südlichen Stadtteil Speke nahe der Grafschaft Lancashire als Sohn des aus einer protestantischen Familie kommenden im Krieg als Feuerwehrmann eingesetzten James „Jim“ McCartney (1902–1976) und der aus einer irischen katholischen Familie stammenden Hebamme Mary Patricia McCartney, geborene Mohin (1909–1956), in einer englischen Mittelschichtfamilie auf.
Paul McCartneys Mutter war die Tochter des Kohlearbeiters Owen Mohin aus dem County Monaghan und arbeitete als Krankenschwester und Hebamme. Sein Vater war in den 1920er Jahren als Bühnenarbeiter im Liverpooler Theater Royal Hippodrome tätig gewesen. Privat war er auch Musiker, hatte selbst allerdings nur einen Song komponiert, den Paul McCartney später unter Mitwirkung von Chet Atkins aufgenommen hat, und leitete eine kleine Jazz-Band (Jim Mac’s Jazz Band), in der er Klavier und Trompete spielte. Am Familienklavier im Wohnzimmer in der Forthlin Road im Liverpooler Stadtteil Allerton erlernte Paul McCartney, der seinem Vater häufig beim Spielen amerikanischer Standards wie Chicago und Stairway to Paradise von Paul Whiteman und dem Foxtrott Stumbling (1922) zugehört hatte und von ihm wie sein Bruder in die Grundlagen der Harmonielehre eingewiesen wurde, ein wenig das Trompeten- und Klavierspiel, bevor er sich der Gitarre zuwandte.
Paul McCartney hat einen 1944 geborenen Bruder Michael („Mike“). Sein Vater, der nach seiner Zeit als Bühnenarbeiter an der Baumwollbörse, wo auch der Onkel Albert Kendall aus Birkenhead arbeitete, als Verkäufer für eine weltweit Baumwolle importierende Firma arbeitete, heiratete 1964 ein zweites Mal. Seine zweite Frau Angie brachte die 1960 während ihrer ersten Ehe geborene Tochter Ruth mit in die Ehe. Paul und sein Bruder wurden römisch-katholisch getauft, aber nicht konfessionell erzogen. Er sang im Chor der nahe der Straße Penny Lane gelegenen St. Barnabas Church. Auf Wunsch seiner Eltern bewarb er sich als Chorsänger an der Liverpool Cathedral, wurde aber nach dem Vorsingen abgelehnt.
Paul und sein Bruder Mike McCartney gehörten zu den ersten britischen Schülern, die vom Education Act 1944, dem Gesetz, das auch Unterprivilegierten bessere Bildungschancen ermöglicht, profitierten. McCartney besuchte die Liverpool Institute High School for Boys, eine Grammar School, wo Alan Durband, ein Schüler des Literaturwissenschaftlers und -kritikers F. R. Leavis am Downing College in Cambridge, sein Englisch- und Lieblingslehrer war. Er hatte vor allem bezüglich Textanalysen großen Einfluss auf McCartney, insbesondere da zum Unterrichtsstoff auch die McCartney oft inspirierenden Texte (bzw. Subtexte) der Nonsens-Literatur gehörten. Dort lernte er George Harrison kennen.
Im Jahr 1956 starb McCartneys Mutter an Krebs. Danach waren seine ersten Jobs eine Hilfstätigkeit auf einem Lieferwagen von Speedy Prompt Deliveries am alten Liverpooler Hafen und eine Arbeit in einer Kabelfabrik. Im Baumwollhandel, wo sein Vater tätig war, sah er keine Zukunftsperspektive für sich; später vermutete er, dass er wohl Englischlehrer geworden wäre, wenn die Beatles nicht so erfolgreich geworden wären.
Von 1963 bis 1968 hatte McCartney eine Liebesbeziehung mit der Schauspielerin Jane Asher, die er im Frühjahr 1963 in der Royal Albert Hall kennengelernt hatte, als sie die Beatles für die Radio Times interviewte. Ab Ende 1963 wohnte er, auch weil ihm die von Brian Epstein im vornehmen Londoner Stadtteil Mayfair für die Beatles gefundene Wohnung in der Green Street 57 nicht gefiel, bei Ashers Eltern in einer Dachkammer mit einem kleinen Klavier in der Wimpole Street im Londoner Stadtteil Marylebone, bis er im April 1965 das Haus in der Cavendish Avenue 7 im Stadtteil St. John’s Wood kaufte und nach umfangreicher Renovierung im März 1966 dort einzog. 1967 verlobte er sich mit Asher. Schon damals fotografierten Paparazzi heimlich McCartney und Jane Asher.
Nach der Trennung von Asher heiratete McCartney am 12. März 1969 im Standesamt in der Town Hall von Marylebone in London die New Yorker Fotografin Linda Eastman, die er im Mai 1967 auf einem Kirchenfest in Liverpool kennengelernt hatte; sie lebten in London, verbrachten aber ab 1969 die meiste Zeit auf McCartneys High Park Farm bei Campbelltown (die noch von Asher ausgesucht und er 1966 gekauft hatte). Das Paar bekam drei gemeinsame Kinder: Mary (* 1969), Stella (* 1971) und James (* 1977). Eastmans Tochter (* 1962) aus erster Ehe wurde von McCartney adoptiert. Seit den 1970er Jahren lebt McCartney vegetarisch und setzt sich für die Rechte von Tieren ein. Mit seiner wie er naturliebenden Frau Linda engagierte er sich neben dem Tierschutz auch für den Umweltschutz.
1973 kaufte McCartney die Blossom Wood Farm in Peasmarsh, East Sussex, wo seine und Eastmans Kinder aufwuchsen und im benachbarten Rye auf die staatliche Sekundarschule Rye College gingen. 1981 kaufte er im benachbarten Icklesham die alte Bockwindmühle Hogg Hill und richtete in ihr ein Aufnahmestudio ein – ab 1985 entstanden dort die meisten Aufnahmen McCartneys.
Nach Linda McCartneys Krebstod 1998 heiratete er 2002 das Ex-Model Heather Mills. 2003 wurde eine gemeinsame Tochter geboren. 2006 gaben McCartney und Mills ihre Trennung bekannt; 2008 wurde die Ehe geschieden. McCartney musste an Mills eine Abfindung in Höhe von umgerechnet 32 Millionen Euro zahlen. Weitere Einzelheiten wurden nicht bekannt; es wurde Verschwiegenheit vereinbart.
Im Jahr 2011 heiratete McCartney seine Lebensgefährtin, die Geschäftsfrau und eine Spedition leitende Nancy Shevell, mit der er seit November 2007 eine Liebesbeziehung hatte und der er das Lied My Valentine (auf dem Album Kisses on the Bottom) widmete. Die Zeremonie fand in London in der Old Marylebone Town Hall statt, in der er auch Linda Eastman geheiratet hatte.
1980 behauptete die 1962 geborene Bettina Hübers aus Neumünster, die Tochter von McCartney zu sein; ihre Mutter Erika habe eine kurze Affäre mit ihm gehabt. Mehrere Jugend- und Boulevardzeitschriften berichteten über den Fall. Hübers reichte im April 1983 vor dem Familiengericht in Berlin eine Vaterschaftsklage ein. Das Gericht ordnete eine Blutprobe an; diese gab McCartney in London ab, von wo sie zur Untersuchung nach Berlin geflogen wurde. Nach einem negativen Ergebnis wurde die Klage 1984 abgewiesen.
Die Texte des auch als ausgezeichneten Stimmenimitator bekannten McCartney sind zum Teil durch seine Lektüre englischer Literatur, wie den Werken von Charles Dickens, William Shakespeare, Robert Louis Stevenson und Lewis Carroll oder auch, wie etwa in Maxwell’s Silver Hammer und Hi, Hi, Hi, Alfred Jarry inspiriert.
McCartney lebt im Rother District im englischen East Sussex und zeitweise, wie auch schon in den 1970er Jahren, in East Hampton (New York) in den USA. McCartney hatte in der Schule keinen Französischunterricht, kannte und schätze aber seit der Nachkriegszeit Lieder von Édith Piaf, Maurice Chevalier, Jacques Brel und vor allem Juliette Gréco. In den Songs Michelle und San Ferry Anne sind französische Elemente enthalten. Zu seinen Hobbys gehören unter anderem Segeln, Reiten, die Ornithologie und die Malerei.

### Die Beatles-Zeit

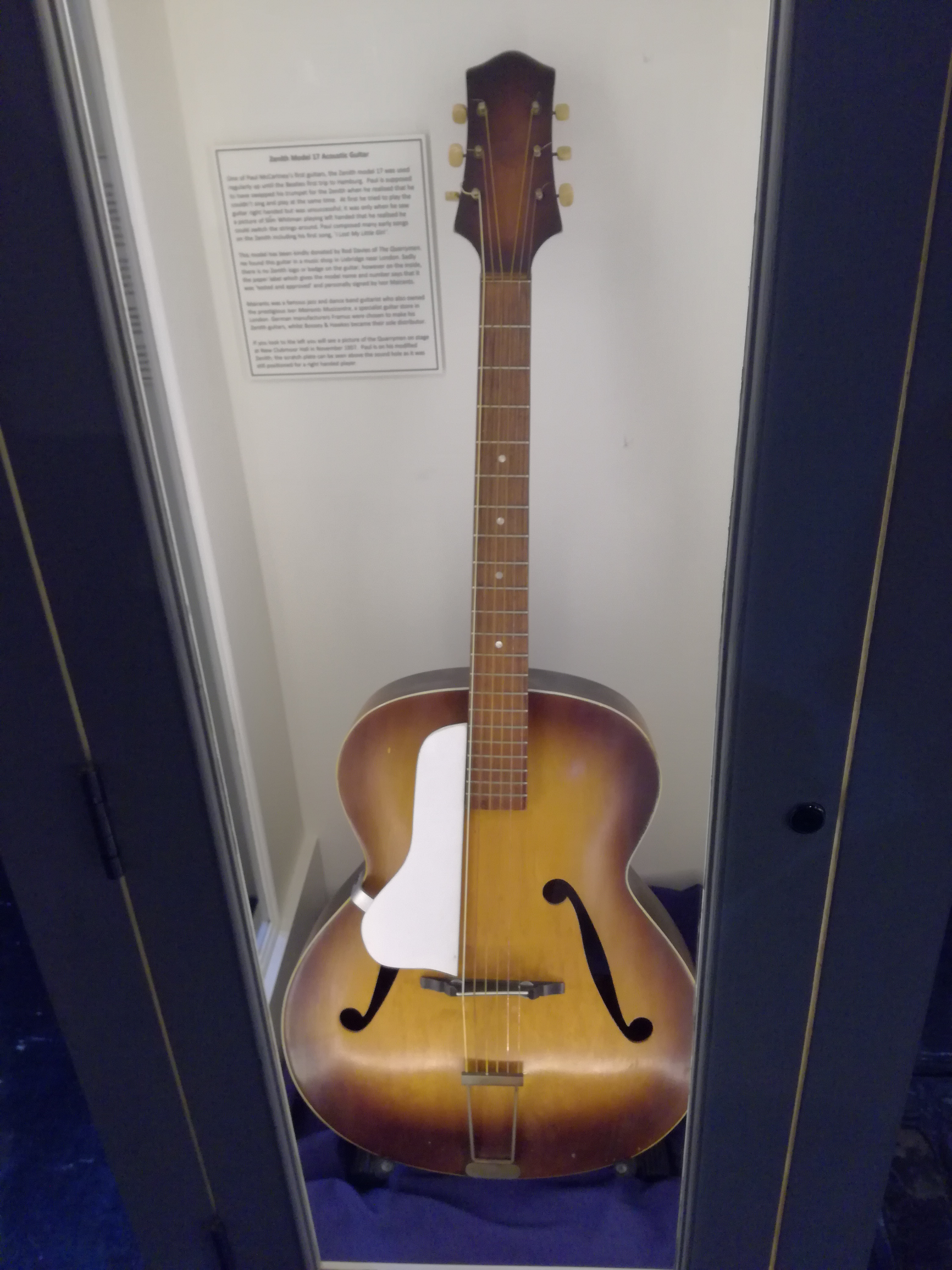
Zenith, Modell 17. McCartneys erste Gitarre

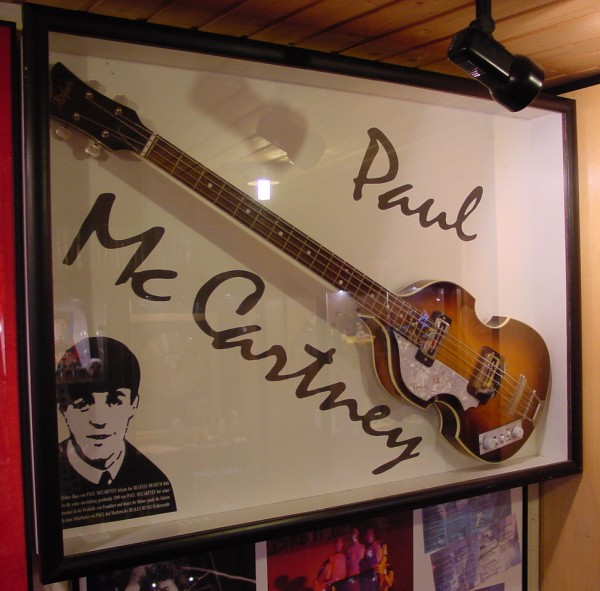
McCartneys Markenzeichen – der Höfner-Bass in der Linkshänder-Version

#### Gründung und Aufstieg der Beatles
Mit 14 Jahren hatte McCartney, aufgewachsen unter anderem mit der Musik etwa von Fred Astaire (etwa Cheek to Cheek), Cole Porter, Hoagy Carmichael, Harold Arlen, George Gershwin und Ira Gershwin sowie Johnny Mercer, seine erste Gitarre, eine akustische Zenith (Modell 17), bekommen, diese für sich als Linkshänder modifiziert und begonnen, Lieder zu schreiben. Zu den ersten von ihm nachgespielten Songs gehörten unter anderem Stücke von Vertretern des Rock ’n’ Roll wie Buddy Holly, Little Richard und Elvis Presley, den er bei einem Besuch mit den anderen Beatles 1965 persönlich kennenlernte. 1956, kurz nach dem Tod seiner Mutter, schrieb der vierzehnjährige McCartney seinen ersten Song (I Lost My Little Girl). Mit etwa 15 Jahren traten Paul McCartney und sein Bruder Mike bei einem Talentwettbewerb in Butlin’s Feriencamp, wo sie bereits in den 1940er Jahren gewesen waren, auf und sangen Bye Bye Love von den Everly Brothers.
Am 6. Juli 1957 lernte er durch den gemeinsamen Freund Ivan Vaughan auf einem Kirchenfest an der St. Peter’s Church im Liverpooler Vorort Woolton John Lennon kennen, den er zuvor als „coolen Typen“ und Ted mit Rockertolle schon bei einer Busfahrt in Liverpool gesehen hatte. Lennon trat bei dem Fest mit seiner Schülerband The Quarrymen auf, und McCartney, der bei dem Kirchenfest Lennon unter anderem einige Songs von Little Richard und das Stück Twenty Flight Rock von Eddie Cochran auf der Gitarre vorgespielt hat, schloss sich, nachdem er eine Woche später von Lennons Freund Pete Shotton gefragt worden war, der Gruppe an. Es entstanden die ersten gemeinsamen Lieder, doch vorwiegend spielte die Band aktuelle Hits nach. McCartney, dessen Schule sich direkt neben dem Kunst-College, das Lennon besuchte, befand, zeigte Lennon, der seine Gitarre wie ein Banjo stimmte, wie man eine Gitarre stimmt und sie brachten sich gegenseitig das Spielen bestimmter Songs (etwa von Chuck Berry) bei. 1958, das Jahr in dem Paul McCartneys Bruder Mike anlässlich eines Auftritts der Band beim Hochzeitsschmaus ihres Cousins Ian Harris die erste Farbfotografie der Quarrymen aufnahm, stieß McCartneys Schulfreund George Harrison zur Band. Mit zwei weiteren Freunden – Stuart Sutcliffe am Bass und Pete Best am Schlagzeug – betrat die neue Formation im August 1960 unter dem Namen The Beatles die öffentliche Bühne im Hamburger Indra Club und im Kaiserkeller.
Bereits Anfang 1961 verließ Stuart Sutcliffe die Band, und McCartney, der zunächst Gitarre (eine rotglänzende, von ihm 1960 als 18-Jähriger beim Musikinstrumentenhändler Frank Hessy in Liverpool gekaufte und in Hamburg 1960 zu Bruch gegangene Rosetti Solid 7) und dann Klavier in der Band gespielt hatte, spielte fortan den E-Bass. Es folgten weitere Gastspiele in Hamburg, 1961 im Top Ten Club und 1962 im Star-Club. In Hamburg lernten die Beatles den Schlagzeuger Ringo Starr kennen. Kurz vor der Unterzeichnung ihres ersten Plattenvertrags im Jahr 1962 wurde dieser an Stelle von Pete Best in die Band geholt. Seit der Hamburger Zeit spielte McCartney einen in der violinenähnlichen Grundform symmetrisch gebauten E-Bass, Modell Höfner 500/1 (in der entsprechend seitenverkehrten Version für Linkshänder), der zu seinem Markenzeichen wurde. McCartney bevorzugte den Höfner-Bass, wie er im zweiten Teil des Dokumentarfilms The Beatles: Get Back erklärt, neben dem Klang wegen des geringen Gewichts des Instruments.
1963 folgte nach dem Nummer-zwei-Hit Please Please Me der erste Platz in der britischen Hitparade mit From Me to You. Der Siegeszug der „Fab Four“ begann. Innerhalb von drei Jahren wurden die Beatles die erfolgreichste und populärste Band der Welt. Vor allem ihre Mischung aus Rock ’n’ Roll und Rhythm and Blues ebnete der Beatmusik den Weg. McCartney und Lennon waren die musikalischen Köpfe der Gruppe.

#### McCartneys Rolle und Stärken bei den Beatles

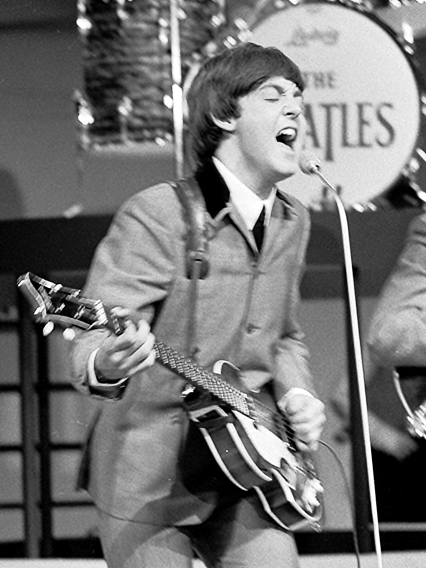
Paul McCartney, 1964

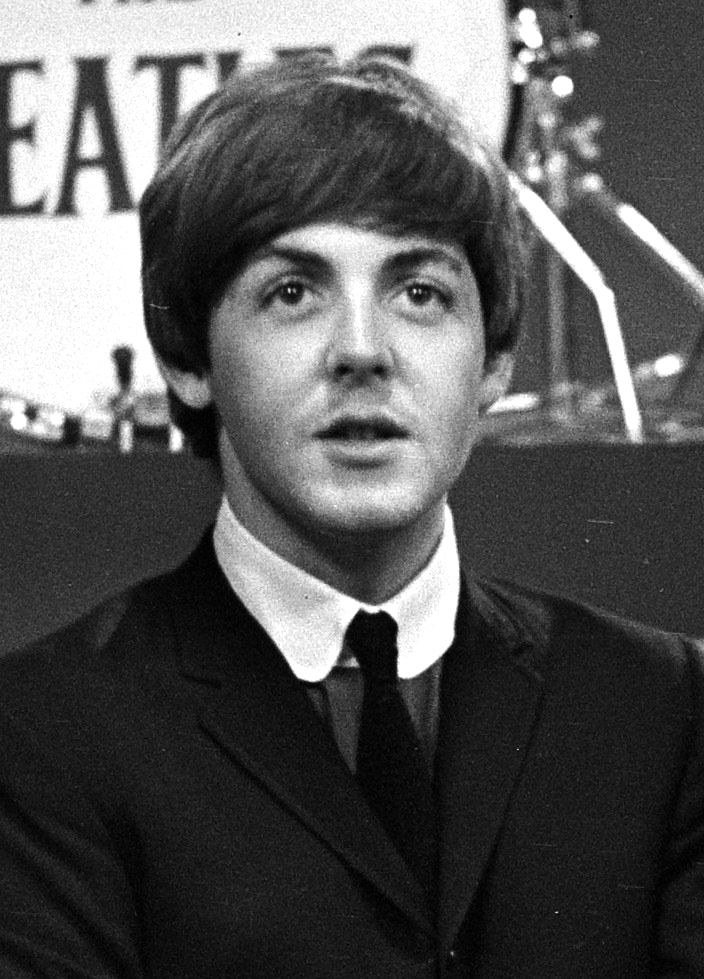
Paul McCartney, 1964

Während seiner Zeit bei den Beatles profilierte sich McCartney als herausragender Komponist und erstklassiger Bassist. In der Anfangszeit der Band verfassten McCartney und Lennon viele Stücke gemeinsam, obwohl Lennon zunächst als Kopf der Gruppe angesehen wurde und den umtriebigen McCartney, der 1961 auch teils als Frontmann ohne Instrument auftrat oder 1965 einen Soloauftritt hatte, in gewissem Maß ausbremste. Im Jahr 1963 einigten sich Lennon und McCartney auf die gemeinsame Komponistenangabe Lennon/McCartney auch bei solchen Stücken, die überwiegend nur von einem der beiden geschrieben wurden.
Ab etwa 1965 löste sich diese Komponistengemeinschaft zunehmend auf. Zu den erfolgreichsten Kompositionen dieser Zeit, die McCartney zugeschrieben werden, gehören Yesterday, Penny Lane, Hey Jude und Let It Be. Außerdem war er der federführende Beatle bei der Konzeption der Alben Sgt. Pepper’s Lonely Hearts Club Band und Abbey Road. McCartney war der vielseitigste Instrumentalist der Beatles. Neben Bassgitarre spielte er bei Aufnahmen der Beatles oft E-Gitarre (beispielsweise das Modell Epiphone Casino), Klavier, Mellotron (so bei dem Stück Strawberry Fields Forever), Synthesizer (auf dem Album Abbey Road), Cembalo (z. B. bei For No One) und mitunter auch Schlagzeug (Back in the USSR, Dear Prudence und The Ballad of John and Yoko).
Aufgrund seiner vielfältigen künstlerischen Interessen und wegen seiner zahlreichen Kontakte zur künstlerischen Avantgardeszene des Swinging London der mittleren bis späten 1960er Jahre, in denen er als „Partylöwe“ bekannt war, brachte McCartney viele musikalisch und künstlerisch anspruchsvolle und innovative Impulse in die Musik der Band ein. Auf Cocktail-Partys begegnete er auch von ihm gelesenen Schriftstellern wie Kingsley Amis, John Mortimer, Penelope Mortimer oder Harold Pinter. Er war Schöpfer der Klangcollage, die am Ende des Stücks Tomorrow Never Knows zu hören ist, und er hatte auch die Idee für den am Klavier gespielten Schlussakkord des Lieds A Day in the Life. Ende 1966 plante McCartney ein Soloalbum, das den Titel Paul McCartney Goes Too Far tragen sollte. Dazu kam es allerdings nicht.
In der Dokumentarfilmserie McCartney 3,2,1 von 2021 gibt McCartney zu, das professionelle Komponieren in Form von Notationen nie tiefergehend erlernt zu haben und Partituren nicht richtig lesen zu können, weshalb er stets individuelle Besprechungen mit Musikern benötige, wenn er etwa mit großen Orchestern zusammenarbeite. In der sechsten Episode der Dokumentarfilmserie schildert McCartney, seine Bandkollegen der Beatles einbeziehend: „Meine Ausrede ist, wir sind aus Liverpool, dort gab es viele irisch-keltische Einflüsse. Und die Kelten schrieben nie was auf. Die bardische Tradition.“ Deshalb sei ihr Produzent George Martin, der eine klassische Ausbildung als Musikwissenschaftler besaß, eine enorme Hilfe für die Beatles gewesen.

#### Drogenskandal
In der Popmusik der 1960er Jahre spielten die Beatles eine maßgebliche Rolle. Ein weiterer starker Einfluss auf das allgemeine Lebensgefühl waren – neben der Musik – neue Drogen und Spiritualität. Dies hatte auch Einfluss auf McCartney und die anderen Mitglieder der Beatles sowie auf viele weitere Musiker und Künstler dieser Ära. Einen Skandal gab es, als McCartney in einem Interview – auf Drängen des Reporters, wie er später sagte – zugab, einige Male LSD genommen zu haben. McCartney, der wegen zu schnellen Autofahrens ein Jahr lang ohne Führerschein auskommen musste (noch bevor er sich einen Chauffeur leisten konnte), hatte im Hinblick auf seine soziale Vorbildfunktion für viele Jugendliche den Reporter auch darum gebeten, diese Information nicht zu veröffentlichen und warnte seine Fans im selben Interview vor Drogenkonsum im Allgemeinen. 1996 sprach McCartney in der Beatles-Anthology auch davon, dass er wie jeder der Beatles zwar schon zuvor bedenkenlos Marihuana zu sich genommen hatte, ihm das weniger zusagende LSD allerdings von den Bandmitgliedern George Harrison und John Lennon, mit dem er es dann eines Abends genommen hatte, durch Gruppendruck aufgedrängt worden war.

#### Musikalischer Höhepunkt der Band

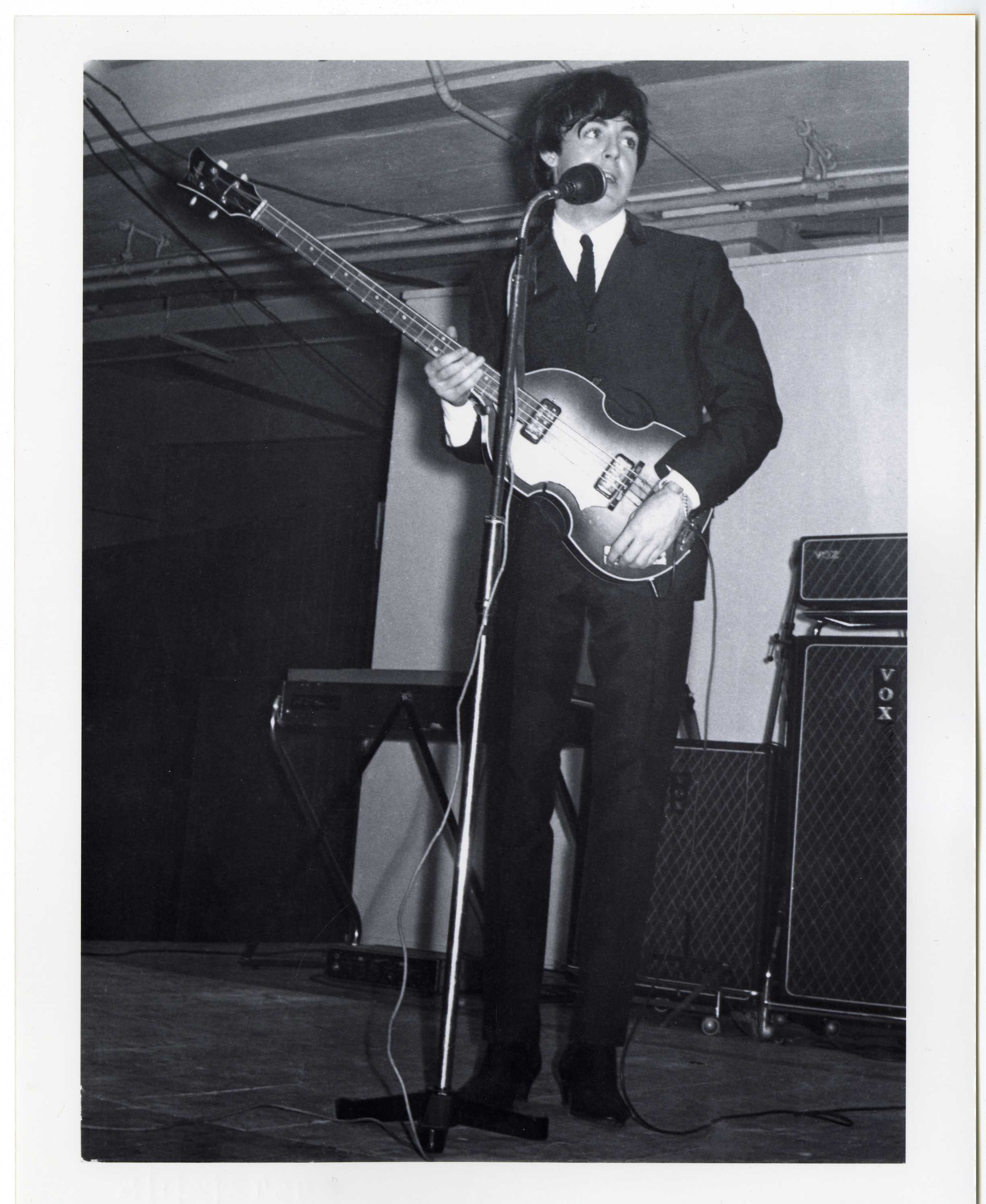
Paul McCartney, 1964

Erste Trennungsgerüchte der Beatles tauchten bereits Ende 1966, Anfang 1967 auf, als die Band ihre Tourneen wegen der damit verbundenen Belastungen gänzlich aufgab; die Presse wähnte daraufhin, dass es mit den Beatles bergab gehe, während McCartney, wie er 1996 sagte, sich bei derartigen Schlagzeilen ins Fäustchen zu lachen pflegte, da die sich zur reiferen Studioband wandelnden Musiker zu dieser Zeit bereits bei den Aufnahmen zur Doppel-A-Seiten-Single Strawberry Fields Forever / Penny Lane sowie dem Album Sgt. Pepper’s Lonely Hearts Club Band waren.
Der Titelsong des Sgt.-Pepper-Albums ging auf McCartney zurück. Im Frühjahr des Jahres 1967 war er für den Beatlesfilm Magical Mystery Tour mit dem Roadmanager Mal Evans einige Wochen durch Frankreich gereist, um einige Einstellungen für das im Film enthaltene Musikvideo zum Lied The Fool on the Hill zu drehen. Auf dem Rückflug nach England fragte Evans McCartney, ob dieser auf sein Essen salt or pepper? (Salz oder Pfeffer) wolle. McCartney verstand fälschlich Sgt. Pepper, und der Klang des Namens faszinierte ihn. Gleichzeitig hatte sein Bandkollege Lennon schon einige Zeit über das die Band einengende öffentliche Image der Beatles der frühen Tage als „Kitschproduzenten für Backfische“ geklagt, woraufhin McCartney nun das Konzept der Pepper’schen Hearts Club Band als Alter Ego der Beatles aus obigem Missverständnis entwickelte, um mithilfe dieser Maskierung der Band aus dem vorgefertigten Rollenklischee ausbrechen und als musikalisch anspruchsvoller wahrgenommen werden zu können. 1966 hatte McCartney den Galeristen Robert Fraser kennengelernt, der ihn zur Zeit der Entstehung des Albums Sgt. Pepper mit den Pop-Art-Künstlern Peter Blake und Richard Hamilton sowie Andy Warhol zusammenbrachte.
Um 1967 lernte der damals in der Londoner Cavendish Avenue wohnende McCartney Linda Eastman kennen. Die beiden heirateten 1969; aus der Ehe gingen drei Kinder hervor. McCartney las 1968 im Artikel eines Musikkritikers, in dem vermutlich das Lied I Can See for Miles von The Who behandelt wurde, vom „lautesten, unerträglichsten und obszönsten Song aller Zeiten“. Davon angespornt nahm sich McCartney vor, das lauteste und härteste Lied aller Zeiten zu schreiben – das noch im selben Jahr aufgenommene und auf dem sogenannten Weißen Album veröffentlichte Helter Skelter, das von vielen als erstes Heavy-Metal-Stück im heutigen Sinne angesehen wird.

#### Innere Spannungen und Trennung
1968 wurden die Trennungsgerüchte lauter. Innere Spannungen, vor allem zwischen McCartney und Lennon, aber auch zwischen McCartney und Harrison, belasteten spätestens nach dem Tod ihres Managers Brian Epstein im Sommer 1967 die künstlerische Zusammenarbeit. Während Harrison seit Jahren über die ungerechte Behandlung als „zweite Geige“ verbittert war (seine Kompositionen wurden oft nicht gleichberechtigt behandelt), zeigte Lennon immer weniger Interesse an der Gruppe. Er hatte anfangs gehofft, die Berühmtheit als Musiker würde ihm über Depressionen und Minderwertigkeitskomplexe hinweghelfen. Doch diese Hoffnung hatte sich nicht erfüllt.
Die Spannungen hatten sich Mitte Februar 1968 während des Meditationsaufenthaltes der Band und ihrer Frauen bei Maharishi Mahesh Yogi in Rishikesh (Indien) wieder gemildert. In diesen Wochen entstanden zahlreiche Kompositionen für das musikalisch reichhaltige und vielfältige Album The Beatles. Ringo Starr kehrte Anfang März nach England zurück, McCartney folgte drei Wochen später. McCartney versuchte mit dem Filmprojekt Let It Be und den Aufnahmen zum gleichnamigen Album die Gruppe zusammenzuhalten. Harrison und Lennon entfernten sich aber menschlich mehr und mehr von den Beatles.
Hinzu kamen finanzielle Probleme der Band aufgrund des schlecht organisierten Apple-Projekts. Als die anderen drei Beatles den US-amerikanischen Geschäftsmann Allen Klein als Unternehmenssanierer und neuen Bandmanager engagieren wollten, blockierte McCartney die Entscheidung durch sein Veto, woraufhin Lennon, Harrison und Starkey den Vertrag mit Klein ohne McCartney abschlossen. McCartney war dabei offensichtlich der Einzige der vier, dem bewusst war, dass der von Klein angebotene Vertrag sie nicht nur bis an ihr Lebensende an diesen Manager binden würde, sondern auch die Einbehaltung beinahe sämtlicher Einnahmen durch Klein vorsah. Um dies zu verhindern, blieb McCartney nur die Möglichkeit, seine drei Bandmitglieder zu verklagen, was aber die Auflösung der Band bedeutet hätte. An deren Zusammenhalt schien zu diesem Zeitpunkt einzig McCartney noch interessiert gewesen zu sein.
Tatsächlich verkündete McCartney im April 1970, gleichzeitig mit der gerichtlichen Klage, die Trennung der Band und stellte einen Tag später sein Soloalbum vor. McCartney und Lennon komponierten nie wieder gemeinsam und waren nie wieder zusammen in der Öffentlichkeit zu sehen. Die letzte gemeinsame musikalische Aktivität der beiden fand 1974, das letzte persönliche Treffen 1976 statt. Die Rechtsstreitigkeiten der vier Musiker untereinander, mit Klein, mit ihrer alten Plattenfirma EMI sowie mit der Abwicklung des fehlgeschlagenen Apple-Projekts beschäftigten bis Ende der 1970er Jahre eine Vielzahl von Anwälten, was die persönlichen Beziehungen der vier zueinander zusätzlich belastete. Nach dem Tod von George Harrison äußerte McCartney öffentlich Gefühle, einen engen Zusammenhalt mit ihm über all diese Jahre hinweg bis hin zu seinem Besuch am Sterbebett.
In einem Interview vom Oktober 2012 sagte McCartney, dass Lennons zweite Frau Yoko Ono, die McCartney Mitte der 1960er Jahre in London kennengelernt hatte, keine Schuld an der Trennung der Beatles trage.

### Solokarriere

#### Die 1960er Jahre
Im Januar 1967 erschien mit The Family Way das erste Studioalbum mit neuen Kompositionen eines Mitglieds der Beatles. Es gilt aber nicht als Solo-Studioalbum von Paul McCartney, da er lediglich die Kompositionen beisteuerte. Während der Let-It-Be-Sessions im Jahr 1969 nahm McCartney unter dem Pseudonym Paul Ramon mit Steve Miller das Lied My Dark Hour auf, das auf dem Steve-Miller-Album Brave New Word im Juni 1969 erschien. Weiterhin unterstützte McCartney musikalisch in den 1960er Jahren unter anderem die Künstler Peter & Gordon, Cilla Black, The Scaffold, Mary Hopkin und Badfinger.

#### Die 1970er Jahre

##### Solokarriere
Paul McCartneys erstes Soloalbum erschien im April 1970 und trug den schlichten Titel McCartney. Das von McCartney ganz allein eingespielte Album erhielt negative Kritiken, war aber kommerziell erfolgreich. So erreichte das Album Platz eins in den US-amerikanischen Charts und Platz zwei in Großbritannien. Der Titel Maybe I’m Amazed wurde von zahlreichen anderen Künstlern gecovert und gehört bis heute fast ununterbrochen zu McCartneys Live-Repertoire. Obwohl Lennon im September 1969 während eines Treffens gegenüber den anderen Mitgliedern der Beatles verkündet hatte, dass er die „Scheidung“ von den Beatles wolle, gilt die Pressemitteilung zum Album McCartney als das faktische Ende der Beatles. Paul McCartney nutzte das selbstverfasste Frage-und-Antwort-Spiel, um seinen Abschied von der Gruppe zu verkünden. Insbesondere eine zukünftige kompositorische Zusammenarbeit mit Lennon schloss er eindeutig aus. Die Zeit der Differenzen mit den anderen Beatles und Allen Klein bezeichnete Paul McCartney später als Albtraum, aber die Gründung seiner Familie mit Ehefrau Linda empfand er als Ausweg, da er erkannt habe, dass es ein Leben außerhalb der Beatles für ihn gab.
Während Lennon sich zur Zeit der Trennung als der selbstgenügsamste Beatle herausstellte, den vor allem seine Musik und seine Frau Yoko Ono interessierten, war McCartney zeitlebens auf die Anerkennung des Publikums angewiesen. Nach der Trennung der Beatles war es nun McCartney, der deprimiert war; er zog sich 1970 bis 1971 mit seiner neuen Familie (Linda, Heather und Mary) in ihr kleines Haus mit einer kleinen Schaffarm, der auch als Studio benutzten High Park Farm in Kintyre nahe dem Kap Mull of Kintyre in der Nähe von Campbeltown im schottischen Argyllshire, erworben 1966 von Paul McCartney zurück, auf der die McCartneys Hanf anbauten, viel zeichneten und schrieben, ritten, sich um die Schafschur kümmerten und Paul McCartney vorübergehend dem Alkohol verfiel, bis seine Frau ihn dazu ermunterte, gemeinsam neue Musik aufzunehmen. Auch später noch verbrachte die Familie McCartney viel Zeit auf der Farm in Schottland.
Im Jahr 1971 erschienen die erste Single Another Day / Oh Woman Oh Why (Februar 1971) mit McCartneys erstem Solo-Song nach der Trennung von den Beatles Another Day und das Album Ram (Mai 1971). Auch dieses kam in der Kritik schlecht weg, verkaufte sich aber gut, wurde das erste Nummer-1-Album in Großbritannien und erreichte den zweiten Platz in den US-Charts. Im Gegensatz zu McCartneys erstem Soloalbum war Ram eine weitaus aufwändigere Produktion. Er engagierte dieses Mal Studiomusiker, die ihn unterstützten, und George Martin schrieb für drei Lieder die Streicherarrangements. (Die Single Another Day (Urheber: Paul und Linda McCartney) wurde in den New Yorker CBS Studios mit Unterstützung von Phil Ramone aufgenommen).
Während die Singleauskopplungen The Back Seat of My Car und Eat at Home bescheidene Platzierungen erreichten, wurde Uncle Albert/Admiral Halsey der erste Nummer-1-Single-Hit in den Billboard-Charts der USA. Too Many People ist einer von drei Songs des Albums, die Lennon als an sich gerichtet empfand; die anderen beiden waren Dear Boy und The Back Seat of My Car. Das Lied How Do You Sleep? vom John-Lennon-Album Imagine ist eine Abrechnung mit McCartney und eine Reaktion auf dessen Ram-Album. Die Textzeile „those freaks was right when they said you was dead“ ist eine Anspielung auf die Paul-is-dead-Verschwörungstheorie. Das Lied enthält noch weitere Behauptungen, unter anderem, dass sich McCartney mit „Ja-Sagern“ umgebe und dass seine Musik nach der Meinung Lennons minderwertig sei und seine Karriere nur noch ein, zwei Jahre andauern werde. Das Cover des Albums Ram zeigt auf der Vorderseite Paul McCartney, der einen Widder an seinen Hörnern festhält. Lennon ließ als Persiflage auf das Cover ein Foto von sich und einem Schwein in ähnlicher Pose aufnehmen und legte es als Foto seinem Album Imagine bei. Die Beziehung der beiden Ex-Beatles war zu diesem Zeitpunkt durch persönliche, finanzielle und nachwirkend kreative Differenzen getrübt.

##### Wings

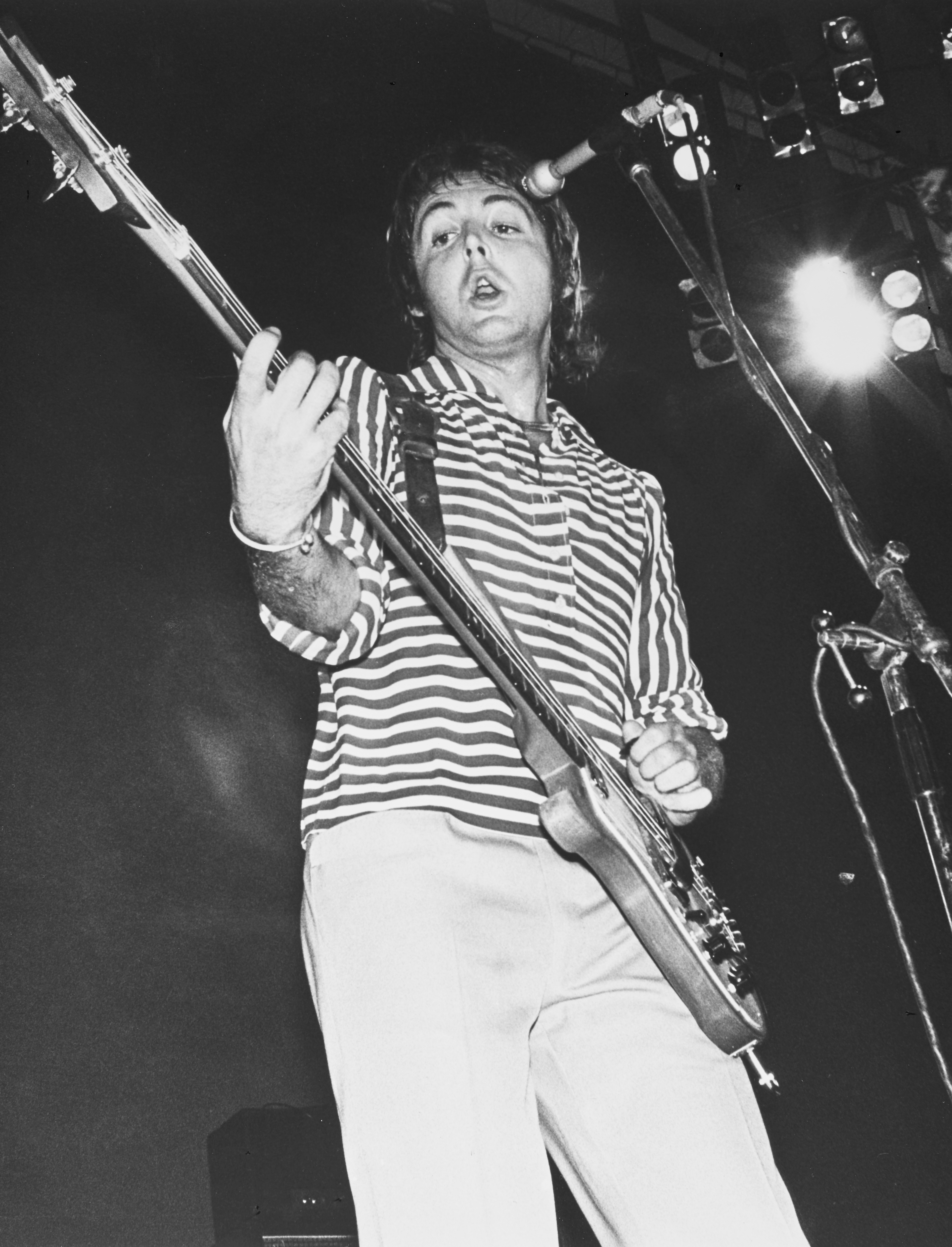
Live in Turku, Finnland, 1972

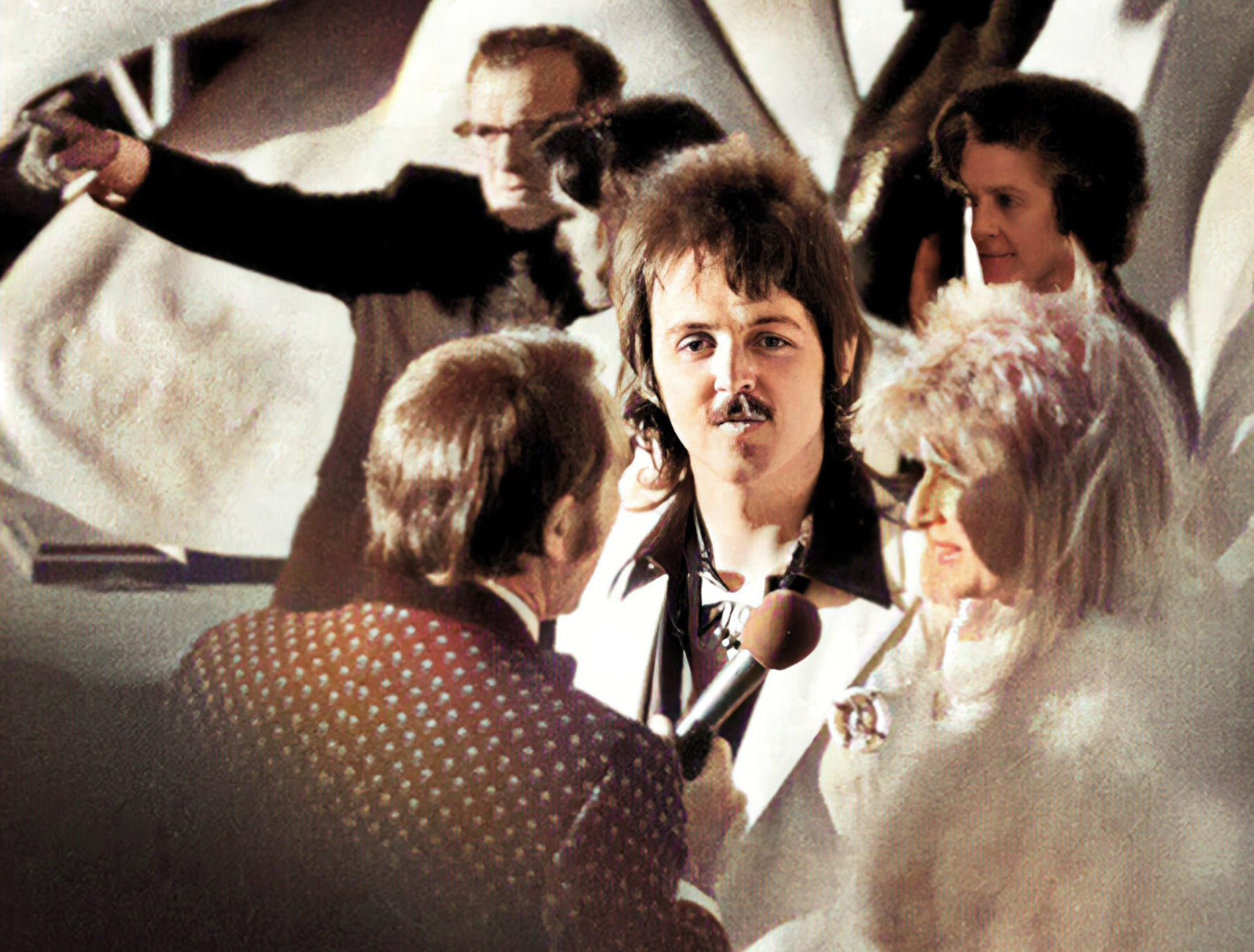
Paul und Linda McCartney, 1974

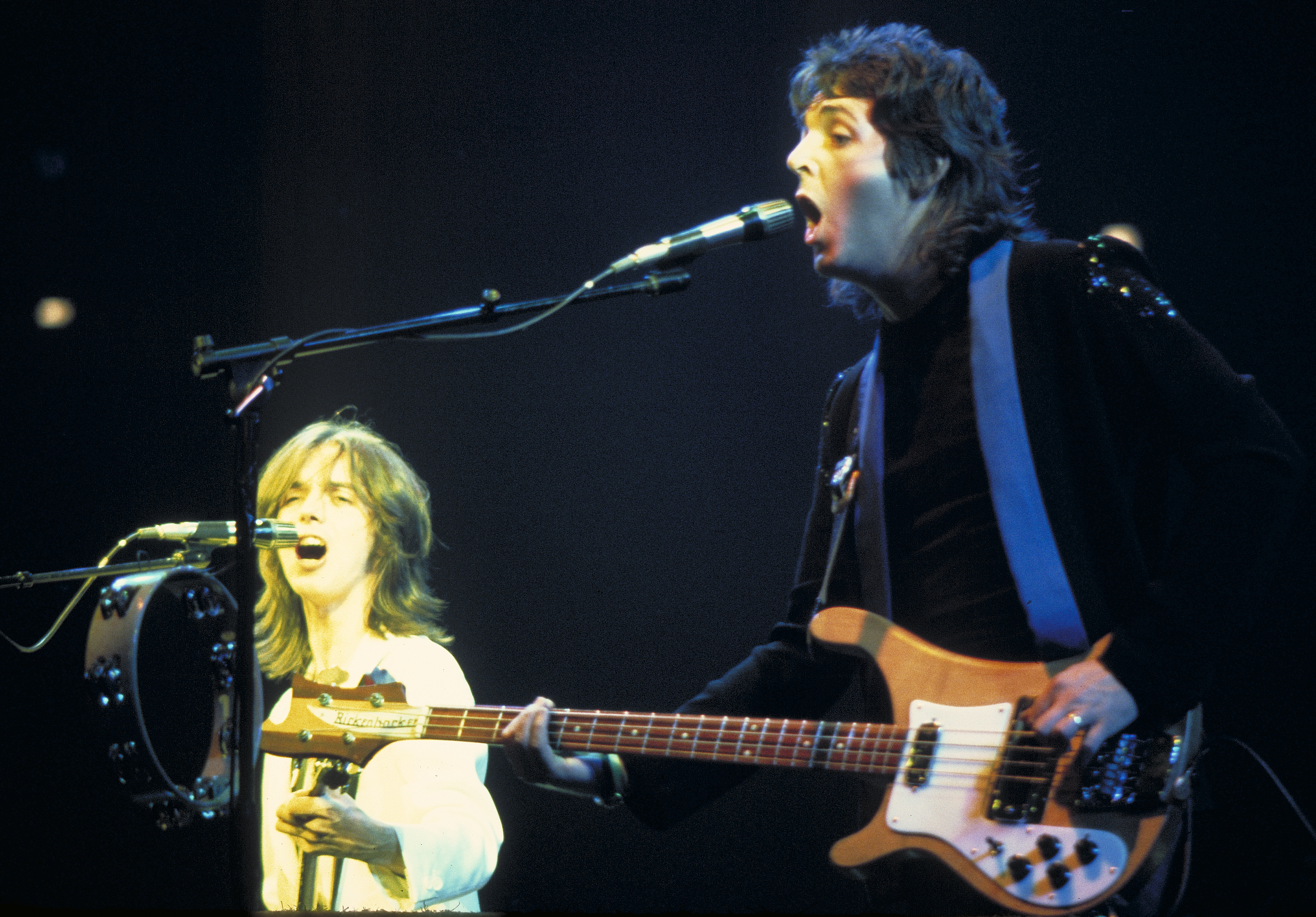
Die Wings live 1976 (Jimmy McCulloch und Paul McCartney)

Mit dem US-amerikanischen Schlagzeuger Denny Seiwell und dem Gitarristen Denny Laine gründete McCartney im August 1971 die Gruppe Wings, in der seine Ehefrau Linda Keyboard spielte. Das erste Album Wild Life wurde im Dezember 1971 veröffentlicht, es erreichte Platz 10 in den USA und erhielt – wie seine Vorgänger – überwiegend negative Kritiken. Das Album enthält mit dem Lied Dear Friend die Antwort auf John Lennons How Do You Sleep?. Ursprünglich plante McCartney, als Antwort ein Lied mit dem Titel Quite Well, Thank You zu schreiben.
Im Jahr 1972 brachte die Gruppe, inzwischen durch den irischen Gitarristen Henry McCullough verstärkt, drei Singles heraus. Im mit Linda McCartney geschaffenen Polit-Song Give Ireland Back to the Irish (Februar 1972) setzte McCartney sich mit dem Bloody Sunday vom 30. Januar 1972 in Derry auseinander. Diese „aus dem Ruder gelaufene“ Demonstration hatte McCartney während eines Aufenthalts in New York am Fernseher verfolgt und ihn zum Schreiben des Liedes bewegt. Give Ireland Back to the Irish, aufgenommen in den Londoner Abbey Road Studios, kam auf den Index der BBC und wurde somit in deren Radioprogrammen nicht gespielt. Gleiches widerfuhr der rockigen Single-A-Seite Hi, Hi, Hi im Dezember 1972, in deren Text die Musikdirektoren der BBC Aufforderungen zum Drogenkonsum und zu unerwünschten sexuellen Handlungen herauszuhören glaubten. Zwischenzeitlich, im Mai 1972, war das Kinderlied Mary Had a Little Lamb erschienen. Mit dem nächsten Album Red Rose Speedway, das im Mai 1973 veröffentlicht wurde, erreichten die Wings erstmals die Spitzenposition in den US-amerikanischen Charts, auch die Auskopplung My Love war vier Wochen Nummer 1 in den USA. Als Interpreten wurden nun Paul McCartney & Wings genannt; die Plattenfirma erhoffte sich durch die Nennung McCartneys bessere Verkaufszahlen.
Noch im selben Jahr gelangen den Wings ihre bisher größten Erfolge: Die Oscar-nominierte Single Live and Let Die (Juni 1973), von George Martin produziert und aus dem gleichnamigen James-Bond-Film Leben und sterben lassen mit Roger Moore und das im Dezember 1973 veröffentlichte Album Band on the Run, das erneut in Großbritannien und den USA die Charts anführte. Die Single Band on the Run wurde ein weiterer Nummer-eins-Hit in den USA, Jet und Helen Wheels erreichten dort die Top Ten der Charts.
Im Jahr 1973 wurde eine sporadische musikalische Zusammenarbeit zwischen McCartney und Ringo Starr aufgenommen, die sich in den 1970er Jahren in den Ringo-Starr-Alben Ringo (November 1973) und Ringo’s Rotogravure (September 1976) musikalisch widerspiegelte. Es folgten in den kommenden Jahrzehnten weitere gemeinsame Projekte, so auf den Starr-Alben Stop and Smell the Roses (1981), Vertical Man (1998), Y Not (2010), Give More Love (2017), What’s My Name (2019) und Rewind Forward (2023). Das Verhältnis zu John Lennon entspannte sich ebenfalls, so nahmen Lennon und McCartney im März 1974 an einer Jamsession in den Burbank Studios in Los Angeles teil. Es war das letzte Mal, dass beide gemeinsam Musik machten, diese Aufnahmen wurden lediglich auf Bootlegs veröffentlicht. Eine von John Lennon angedachte weitere musikalische Zusammenarbeit mit Paul McCartney wurde nicht mehr realisiert. Im April 1976 besuchte McCartney Lennon noch einmal in New York. Es war das letzte Treffen der beiden Ex-Beatles.
Im Sommer 1974 verbrachten die McCartneys sechs Wochen auf einer von ihnen gemieteten Farm in Nashville, währenddessen sich Linda und Paul McCartney mit Chet Atkins und dessen Frau Leona Atkins anfreundeten.
In der folgenden Zeit nach Erscheinen von Band on the Run nahm sich McCartney Zeit und veröffentlichte die Single Junior’s Farm (Oktober 1974) und das Album McGear (September 1974), es ist ein Soloalbum von Michael McCartney, dem Bruder von Paul McCartney, der sich den Künstlernamen Mike McGear gab und auch Mitglied der Gruppe The Scaffold war. Die Alben Venus and Mars (Veröffentlichung im Mai 1975 mit der Nummer-1-Single Listen to What the Man Said) und Wings at the Speed of Sound (Veröffentlichung im März 1976 mit den Hits Silly Love Songs und Let ’Em In) markierten gemeinsam mit der Welttournee „Wings Over the World Tour“ (1975/1976), aus der das erfolgreiche Live-Album Wings over America (Dezember 1976) hervorging, weitere kommerzielle Erfolge der Wings. Die Wings hatten in den USA bis zum Ende des Jahres 1976 acht Top-Ten-Alben, davon sechs Nummer-eins-Alben sowie fünf Nummer-eins-Single-Hits.

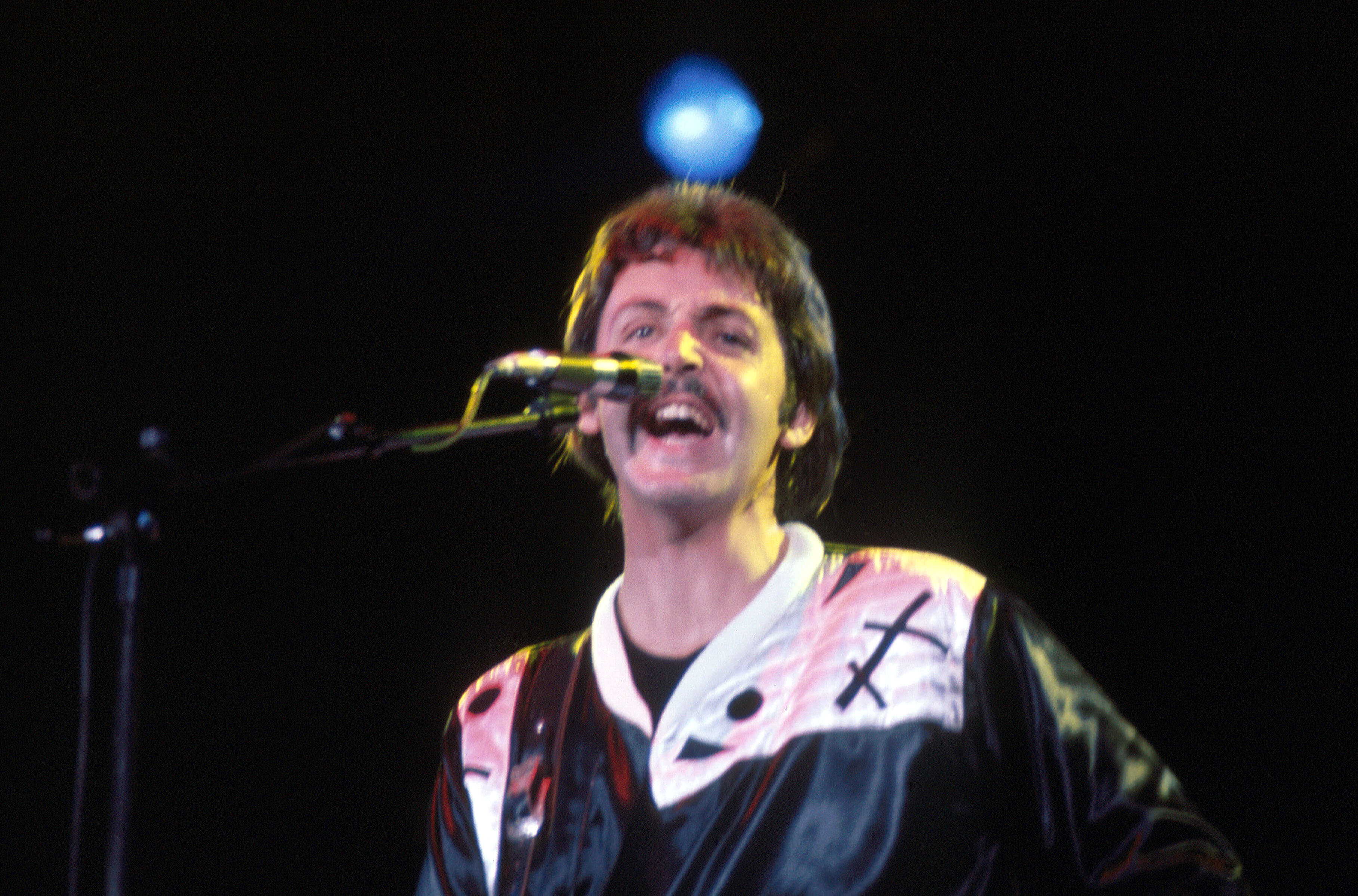
Paul McCartney, 1976

Kurz nach der Veröffentlichung von Ram im Jahr 1971 beauftragte Paul McCartney den Arrangeur Richard Hewson damit, eine orchestrale Fassung des Albums Ram im Big-Band-Sound zu verfassen und diese aufzunehmen. Das Album, das im April 1977 veröffentlicht wurde, erschien unter dem Pseudonym Percy „Thrills“ Thrillington mit dem Titel Thrillington. Im Sommer 1976 nahmen Paul und Linda McCartney mit Denny Laine zehn Lieder von Buddy Holly auf. Paul McCartney war zu der Aufnahmezeit schon Eigentümer an den Rechten von Buddy-Holly-Liedern. Denny Laine übernahm den Hauptgesang, und so wurde das Album unter dem Namen Holly Days von Denny Laine im Mai 1977 veröffentlicht. Weitere Künstler, mit denen Paul McCartney in den 1970er Jahren zusammenarbeitete, waren unter anderem Peggy Lee, Roger Daltrey, Carly Simon, Adam Faith, Roy Harper und Godley & Creme.

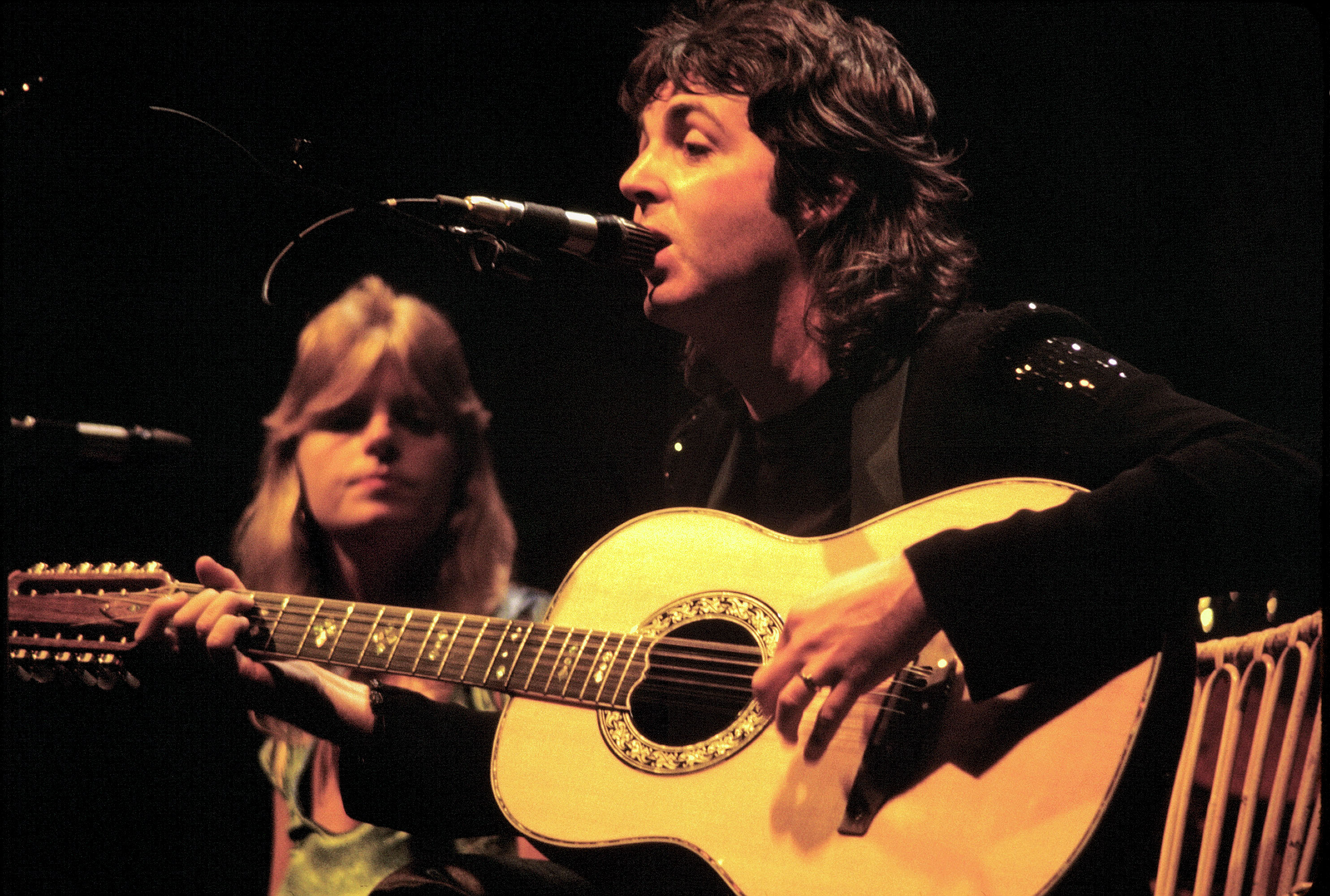
Paul und Linda McCartney

Im November 1977 erschien die Single Mull of Kintyre; sie wurde der größte Erfolg der Wings in Europa und löste sogar die Beatles-Singles von den Spitzen der Listen über die ewigen Bestseller ab. Nur in den USA war der Song kein Erfolg. Im März 1978 erschien das Album London Town mit der USA-Nummer-1-Single With a Little Luck. London Town war das erste Album McCartneys, das in Deutschland die Top-Ten der Charts erreichte. In den USA erreichte es Platz 2 und in Großbritannien Platz 4 der Charts.
Im Jahr 1978 nahmen McCartney und die Wings für ihr Album Back to the Egg Aufnahmen auf Lympne Castle in Kent, das im Juni 1979 veröffentlicht wurde. Im März des gleichen Jahres erschien die kommerziell erfolgreiche Single Goodnight Tonight.
Ab dem Jahr 1979 bis einschließlich 1984 war McCartney in den USA und Kanada bei der Tonträgergesellschaft Columbia Records unter Vertrag. Capitol Records konnte so im Dezember 1978 noch ein Kompilationsalbum McCartneys veröffentlichen, das mit dem Namen Wings Greatest betitelt wurde. Im November 1979 erschien die Paul-McCartney-Single Wonderful Christmastime; sie war die erste Solo-Single seit dem Jahr 1971. Im Hammersmith Odeon fanden im Dezember 1979 von Paul McCartney und Kurt Waldheim, Generalsekretär der UNO, vier Wohltätigkeitskonzerte für die Einwohner von Kambodscha statt. Eine Wings-Tournee durch Japan kam im Januar 1980 nicht zustande, weil McCartney bei der Einreise wegen Marihuanabesitzes festgenommen wurde und neun Tage inhaftiert wurde. Die offizielle Auflösung der Wings erfolgte im April 1981.

#### Die 1980er Jahre

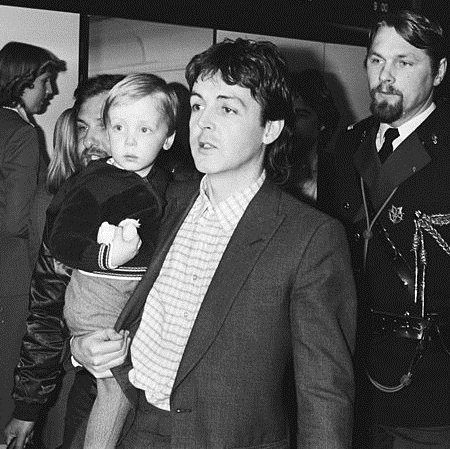
Paul McCartney mit seinem Sohn James, 1980

Im Mai 1980 wurde das im Alleingang eingespielte Album McCartney II veröffentlicht. Es verblüffte Fans wie Kritiker gleichermaßen, da McCartney wieder einmal neue musikalische Wege beschritt: Auf dem Album kommen verstärkt Synthesizer zum Einsatz, weniger die „klassischen“ Instrumente wie Gitarre und Bass. Die ausgekoppelte Single Coming Up wurde ein Hit in Großbritannien; in den USA erreichte die von den Wings live eingespielte Version Platz eins in den Charts.

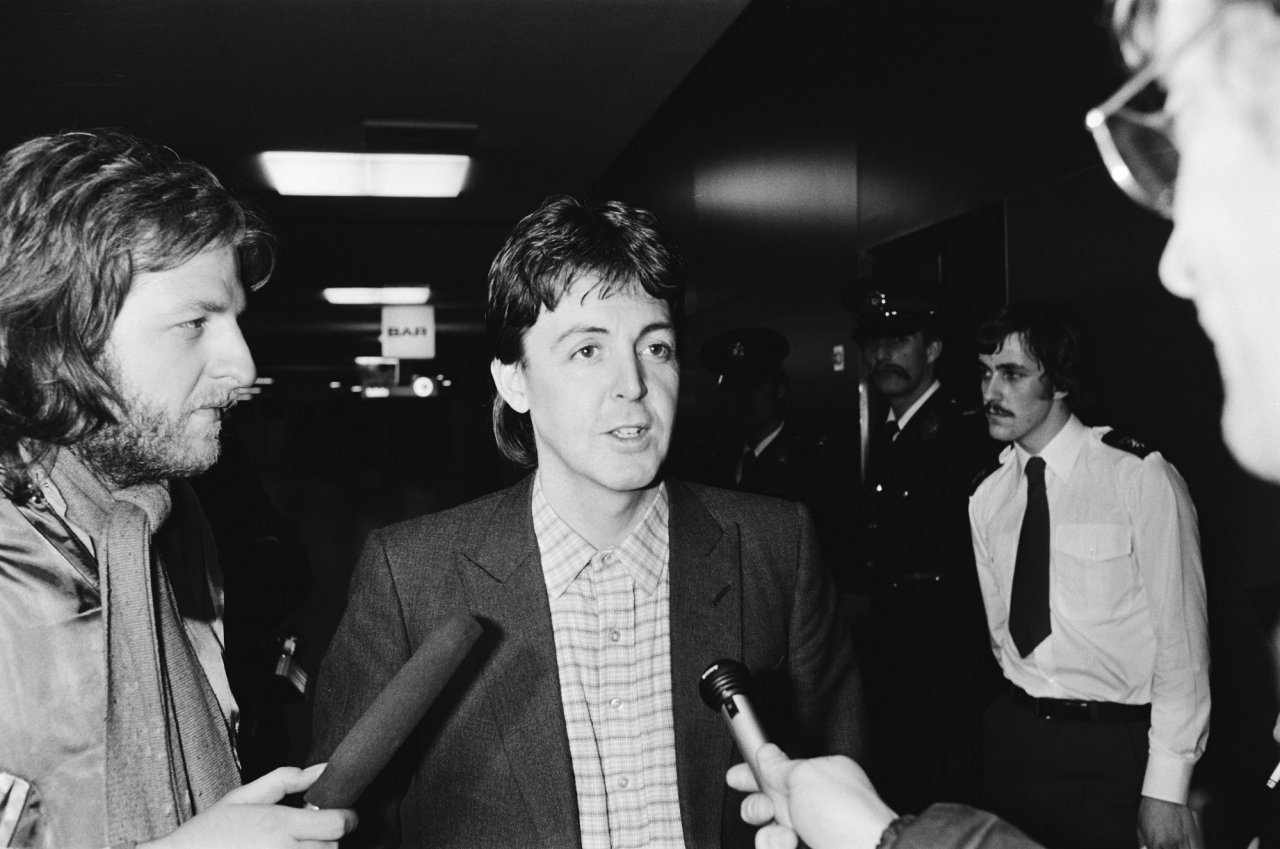
Paul McCartney, 1980

Als John Lennon am 8. Dezember 1980 vor seiner Wohnung in New York erschossen wurde, brach Paul McCartney die Arbeit am neuen Album zunächst ab und zog sich aus der Öffentlichkeit zurück. Here Today, ein Lied des kommenden Albums, ist eine Hommage an Lennon und gehörte in den kommenden Jahrzehnten zu McCartneys Live-Repertoire. George Harrison nahm wahrscheinlich im Januar 1981 in seinem Heimstudio das Lied All Those Years Ago, das ursprünglich für Ringo Starr vorgesehen war, als Hommage für Lennon neu auf. Dafür änderte Harrison den Text und lud Paul und Linda McCartney sowie Denny Laine ein, den Hintergrundgesang beizusteuern. Da Starr schon bei den ursprünglichen Aufnahmen im November 1980 Schlagzeug gespielt hatte, waren bei dieser Aufnahme erstmals alle drei noch lebenden Beatles an einem neuen Song beteiligt. Eine weitere Kollaboration erfolgte erst wieder 1994 mit der Vorbereitung der Beatles-Dokumentation Anthology.
McCartney gelang im Jahr 1982 im Duett mit Stevie Wonder der Welthit Ebony and Ivory, der ein Nummer-eins-Hit in Deutschland, Großbritannien und den USA wurde. Das dazugehörige, mit namhaften Jazzmusikern wie Stanley Clarke (Bass) und Steve Gadd (Schlagzeug) aufgenommene Album Tug of War (April 1982) erreichte ebenfalls in diesen drei Ländern die Nummer-eins-Position und wurde von den Kritikern hoch gelobt, vom Melody Maker etwa als „Middle-of-the-road-Meisterwerk“. Bei den Aufnahmen arbeitete McCartney wieder mit Starr und dem dieses Album produzierenden ehemaligen Beatles-Produzenten George Martin zusammen. Außerdem erfüllte er sich einen Traum und nahm das Stück Get It gemeinsam mit Carl Perkins, einem seiner Idole der Jugendzeit, auf. Die zweite Singleauskopplung Take It Away wurde ein Top-Ten-Hit in den USA.

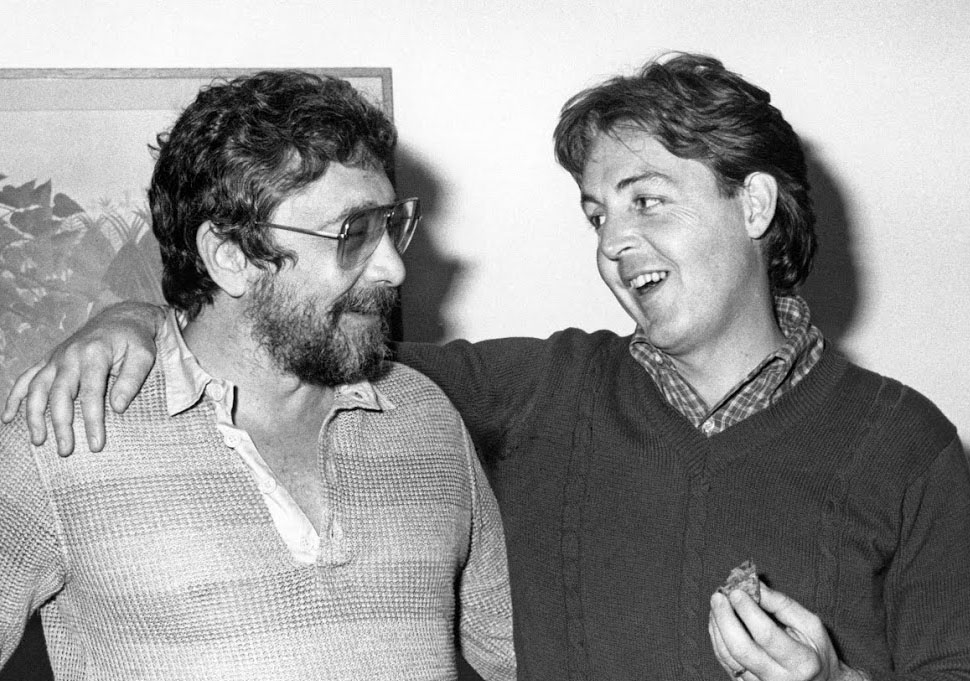
Paul McCartney und Walter Yetnikoff, Präsident von CBS Records

Im Oktober 1983 erschien das Album Pipes of Peace mit Material, das teilweise schon für Tug of War aufgenommen worden war. Es erreichte als erstes Album von Paul McCartney nicht mehr die Top-Ten in den USA. Das Album konnte auch bei den Kritiken nicht an den Vorgänger anknüpfen. Die daraus ausgekoppelte Single Say Say Say mit Michael Jackson hingegen wurde wieder ein Welthit und der neunte und bisher letzte Nummer-eins-Hit in den USA. Bereits im Oktober 1982 hatte McCartney bei Jacksons Hit The Girl Is Mine mitgewirkt. Die zweite Single Pipes of Peace wurde die dritte und bisher letzte Nummer 1 in Großbritannien. Im Videoclip griff McCartney die weihnachtliche Verbrüderung deutscher und englischer Soldaten im Ersten Weltkrieg auf.
Das Reggae-Stück Simple as That entstand, nachdem McCartney von der BBC um einen Beitrag zu einer Anti-Heroin-Veranstaltung gebeten worden war. Es wurde im Studio Hog Hill Mill (Sussex) aufgenommen und im November 1986 auf der Kompilations-LP The Anti-heroin Project. It’s a Live-in World veröffentlicht. Für Reggae interessierte sich McCartney, seit er im Sommer 1971 in bzw. auf seinem Haus in Schottland das Kompilationsalbum Tighten Up gehört hatte und nach Aufenthalten in Jamaika (Montego Bay) in den 1970er Jahren.
Der Kinofilm Broad Street mit Ringo Starr und dessen Frau Barbara Bach war kommerziell ein Misserfolg, doch der Soundtrack Give My Regards to Broad Street, im Oktober 1984 veröffentlicht und erneut von George Martin produziert, erreichte in Großbritannien Platz eins in den Charts. Die Single No More Lonely Nights war auch international erfolgreich. McCartney führte den Misserfolg des Films später auf die Tatsache zurück, dass er das Drehbuch allein geschrieben hatte, anstatt seine Ideen an erfahrene Autoren weiterzugeben. Im November 1984 erschien We All Stand Together aus dem Zeichentrickfilm Rupert and the Frog Song.
Im folgenden Jahr komponierte und sang McCartney den Titelsong Spies Like Us für den gleichnamigen Spielfilm (deutsch: Spione wie wir). Die Single wurde im November 1985 veröffentlicht, es sollte der bisher letzte Top-Ten-Hit als Solokünstler in den USA sein. Insgesamt erreichte Paul McCartney 22 Mal die Top Ten der Single-Charts in den USA, darunter waren neun Nummer-eins-Hits. Zusätzlich wirkte McCartney bei Wohltätigkeitsprojekten mit, so bei dem von Bob Geldof initiierten Live-Aid-Konzert für Afrika und der zugehörigen Single Do They Know It’s Christmas? Darüber hinaus arbeitete er musikalisch in den 1980er Jahren mit The Crickets, Duane Eddy, Johnny Cash und den Everly Brothers zusammen.
Im Juni 1986 trat Paul McCartney mit anderen Künstlern in der Wembley Arena anlässlich des zehnten Jahrestages des Prince’s Trust auf. Er sang die Lieder I Saw Her Standing There, Long Tall Sally und Get Back. Das veröffentlichte Vinylalbum Recorded Highlights of the Prince’s Trust 10th Anniversary Birthday Party enthält das Lied Get Back, eine beigelegte 7″-Vinylsingle die beiden anderen Lieder. Mit dem Album Press to Play, bei dem er mit Eric Stewart von der Band 10cc zusammenarbeitete, versuchte McCartney im September 1986, einen zeitgemäßeren Sound zu präsentieren, doch der kommerzielle Erfolg blieb aus.
Im Februar/März 1987 nahm Paul McCartney mit Phil Ramone als Produzent mehrere Lieder auf; eine Albumveröffentlichung erfolgte aber nicht. Zwei Lieder dieser Aufnahmesessions wurden im November 1987 in Europa als Single veröffentlicht, die A-Seite Once Upon a Long Ago platzierte sich in den Top Ten der britischen Single-Charts. Insgesamt erreichte McCartney 23 Mal die Top Ten der Single-Charts in Großbritannien, davon waren drei Nummer-eins-Hits. Im selben Monat wurde das kommerziell sehr erfolgreiche Greatest-Hits-Album All the Best!  veröffentlicht.
Im Oktober 1988 erschien das Album Снова в СССР (Back in the USSR), das ausschließlich klassische Rock-’n’-Roll-Stücke der 1950er Jahre enthielt und zunächst nur in der Sowjetunion erhältlich war. Einige Jahre später, als viele Reimporte beziehungsweise Bootlegs erhältlich waren, wurde das Album 1991 regulär weltweit veröffentlicht. Im Mai 1989 wurde die Benefiz-Single Ferry Cross the Mersey zugunsten der Opfer der Hillsborough-Katastrophe veröffentlicht. Interpreten waren neben Paul McCartney Gerry Marsden, Holly Johnson und The Christians, Produzenten des von Marsden komponierten Liedes waren Stock Aitken Waterman. Das Lied war drei Wochen auf Platz 1 der britischen Charts.
Nach Erscheinen des Albums Flowers in the Dirt im Juni 1989, auf dem McCartney bei einigen Titeln mit Elvis Costello zusammenarbeitete, ging er von September 1989 bis Juli 1990 erstmals wieder unter der Bezeichnung The Paul McCartney World Tour auf Tournee. Mit dem Album Flowers in the Dirt nahm er seit Back to the Egg wieder ein Album mit einer festen Begleitband auf, so waren bei den meisten Liedern Linda McCartney, Hamish Stuart, Paul „Wix“ Wickens, Chris Whitten und Robbie McIntosh (ab September 1988) beteiligt. Die Band blieb, abgesehen vom Schlagzeuger Chris Whitten, bis Ende 1993 zusammen. Mit dem Keyboarder Paul „Wix“ Wickens arbeitet McCartney musikalisch bis heute (Stand: März 2022) zusammen.
Das Album Flowers in the Dirt wurde das siebte und vorerst letzte Nummer-eins-Album in Großbritannien, die Tournee wurde ebenfalls ein großer kommerzieller Erfolg, es folgte im November 1990 ein Livealbum mit dem Titel Tripping the Live Fantastic. Richard Lester, Regisseur der Beatles-Filme Yeah! Yeah! Yeah! und Hi-Hi-Hilfe!, drehte auf Wunsch McCartneys den Konzertfilm Get Back, der zunächst in Kinos lief und später als VHS-Videokassette/DVD veröffentlicht wurde.

#### Die 1990er Jahre

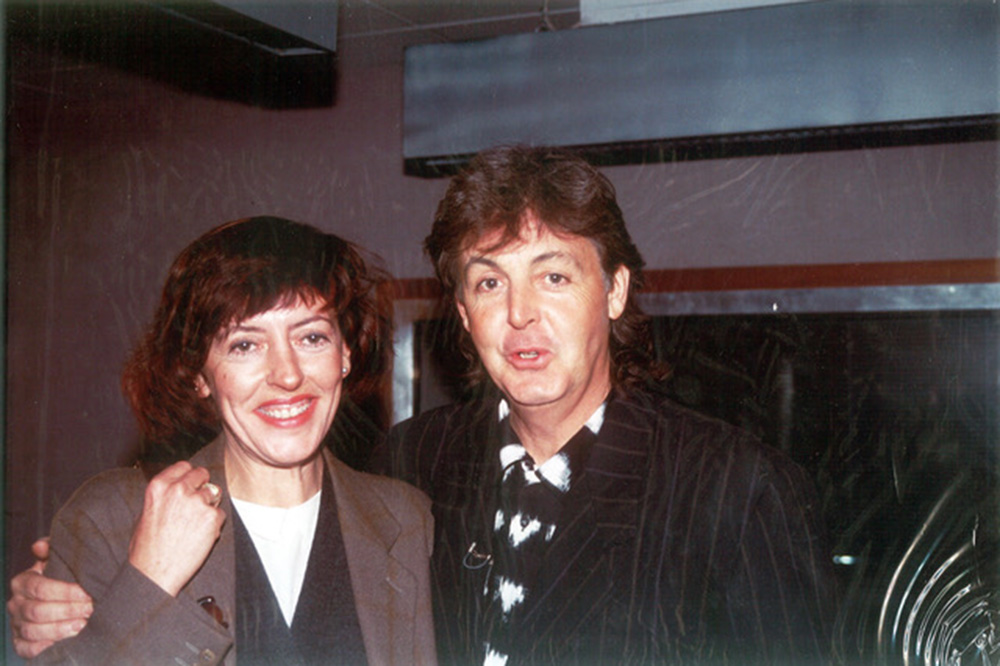
Die Journalistin Grazia Coccia mit Paul McCartney, 1993

Im Januar 1991 trat McCartney im Rahmen der Sendung Unplugged des Senders MTV auf. McCartney griff bei diesem Auftritt nicht ausschließlich auf eigene Kompositionen zurück, sondern spielte auch Rock-’n’-Roll-Stücke, die ihn musikalisch beeinflusst hatten. Nach dem Konzert beschloss Paul McCartney, den Auftritt als sein drittes Livealbum zu veröffentlichen, das dann das erste Unplugged-Album wurde. Künstler wie Eric Clapton und Mariah Carey veröffentlichten in der Folgezeit weitere Unplugged-Alben. Das Album enthält Paul McCartneys erste – bereits 1956 geschriebene – Komposition I Lost My Little Girl, die erstmals legal veröffentlicht wurde. Das Konzert im für seine Verhältnisse kleinen Rahmen inspirierte McCartney anschließend zu mehreren ähnlichen Auftritten vom 8. Mai bis zum 24. Juli 1991 in Europa (Unplugged Tour); es wurde im Mai 1991 als Album veröffentlicht. Auf diesem Album wurde der Schlagzeuger Chris Whitten, der zu der Musikgruppe Dire Straits wechselte, durch Blair Cunningham ersetzt.
Im Oktober 1991 folgte das erste klassische Album von Paul McCartney: Paul McCartney’s Liverpool Oratorio, das auf der Zusammenarbeit mit dem Komponisten Carl Davis beruht. In den 1990er Jahren folgten zwei weitere klassische Werke: Standing Stone (September 1997) und Working Classical (November 1999).
Im Februar 1993 erschien das Album Off the Ground, das mit Hope of Deliverance seinen bis heute letzten Top-10-Hit in Deutschland enthielt. Insgesamt erreichte Paul McCartney bisher fünfmal die Top Ten der Single-Charts in Deutschland, davon waren zwei Nummer-eins-Hits. Die darauf folgende Welttournee unter dem Titel The New World Tour vom 18. Februar bis zum 16. Dezember 1993 blieb im Vergleich zur Tournee 1989/90 hinter den Erwartungen zurück. Das Ereignis der Rückkehr von McCartney auf die Bühne war nicht mehr neu, das Interesse des Publikums fiel daher geringer aus. Paul McCartney hatte bei diesen Tourneen verstärkt auf Lieder aus dem Repertoire der Beatles zurückgegriffen, und die kamen beim Publikum am besten an.
Das kommerziell erfolglose Livealbum Paul Is Live wurde im November 1993 veröffentlicht; im selben Monat erschien unter dem Pseudonym The Fireman eine Zusammenarbeit mit Youth, das Instrumentalalbum Strawberries Oceans Ships Forest. Der im März 1994 veröffentlichte Konzertfilm Paul Is Live In Concert On The New World Tour wurde während der Welttournee 1993 aufgenommen.
Da McCartney sich bereits seit einiger Zeit mit der Idee einer umfassenden Beatles-Dokumentation befasst hatte, kam die Klärung verschiedener Streitigkeiten mit seinen ehemaligen Bandkollegen gerade zur rechten Zeit.
George Harrison und Ringo Starr arbeiteten mit McCartney zusammen an der Beatles-Anthology, die 1995/96 auf drei CD-Doppelalben mit bisher weitgehend nicht erhältlichen Demo-, Live- oder Alternativ-Versionen vieler Beatles-Songs sowie einer zehnstündigen Dokumentation veröffentlicht wurde. Außerdem wurden zwei neue Beatles-Stücke veröffentlicht, die von Jeff Lynne produziert wurden: Free as a Bird und Real Love. Diese basierten auf Demoaufnahmen von John Lennon und wurden von McCartney, Harrison und Starr zu fertigen Liedern ausgearbeitet.
Am 28. Januar 1995 nahm Paul McCartney mit Yoko Ono, Sean Lennon, Linda McCartney und seinen vier Kindern das Lied Hiroshima Sky Is Always Blue auf, das im japanischen Radio ausgestrahlt wurde und auf Bootlegs erhältlich ist. Am 23. März 1995 folgte ein Konzert mit Paul McCartney, Elvis Costello, Willard White, Michael Pollock, Sally Burgess und weiteren Interpreten unter dem Titel An Evening with Paul McCartney & Friends, das am 17. April 1995 im britischen Radio gesendet wurde. Am 21. April 1995 wurde vom Konzert eine 5″-CD-Single mit dem Titel Paul McCartney’s A Leaf veröffentlicht, die Interpretin des von Paul McCartney komponierten Klavierstücks war Anya Alexeyev.
Neben Harrison und Starr arbeitete Paul McCartney in den 1990er Jahren unter anderem mit 10cc, Allen Ginsberg und weiterhin mit Elvis Costello zusammen. McCartney entdeckte seine Liebe zur (auch von seinem Bekannten Willem de Kooning inspirierten) Malerei, die mit verschiedenen Ausstellungen auch im Ausland bekannt wurde. Bis 2020 hatte er Hunderte von Ölgemälden, vor allem im alla prima genannten Stil, geschaffen. Im Jahr 1988 war bereits sein Gemälde Egypt Station (später auch Egypt Station II) entstanden, 1990 Twin Freaks, 1991 Pintos in the Sky with Desert Poppy und The Quenn Getting a Joke. Er begann, sich karitativ zu betätigen. In den 1990er Jahren war er auch mit der Gründung des Liverpool Institute for Performing Arts (LIPA) beschäftigt. 2002 entwarf er eine Briefmarkenserie für die Isle of Man.
Sein nächstes Soloalbum Flaming Pie, das im Mai 1997 erschien, erreichte erstmals seit Tug of War wieder die Top Ten der US-amerikanischen Charts und wurde von einigen Kritikern als bestes Album seit Band on the Run betrachtet. Bei diesem Album gab es eine erneute Zusammenarbeit mit Ringo Starr, Steve Miller sowie Jeff Lynne, die im Wesentlichen alle Instrumente einspielten. Im Dezember 1997 nahm McCartney für das Benefiz-Album Twentieth Century Blues: The Songs of Noël Coward das im Jahr 1927 geschriebene Lied A Room with a View auf. (Coward hatte er, begleitet von Brian Epstein, bereits früher in einem Hotel in Rom kennengelernt).
Am 17. April 1998 starb seine Frau Linda an Brustkrebs. Paul McCartney stellte das Album Wide Prairie zusammen, das aus von Linda McCartney gesungenen Liedern besteht, es wurde im Oktober 1998 veröffentlicht. Ein weiteres Instrumentalalbum des Duos The Fireman erschien im September 1998 unter dem Titel Rushes. Während das Vorgängeralbum Strawberries Oceans Ships Forest überwiegend aus Abmischungen von schon veröffentlichten Aufnahmen von Paul McCartney besteht, wurden für Rushes neu komponierte Lieder aufgenommen, die im Wesentlichen atmosphärische Instrumentalmusik sind.
Das nächste reguläre Studioalbum Run Devil Run (Oktober 1999) bestand wie schon Снова в СССР aus Rock-’n’-Roll-Stücken, allerdings verwendete Paul McCartney diesmal zusätzlich zwei Eigenkompositionen. Am 14. Dezember 1999 trat Paul McCartney mit David Gilmour, Ian Paice, Mick Green und Pete Wingfield vor 300 Leuten im Nachbau des Cavern Club auf, der Auftritt wird auf der DVD Live at the Cavern Club! (Juni 2001) dokumentiert.
Im Jahr 1999 wurde McCartney in die Rock and Roll Hall of Fame aufgenommen.

#### Die 2000er Jahre

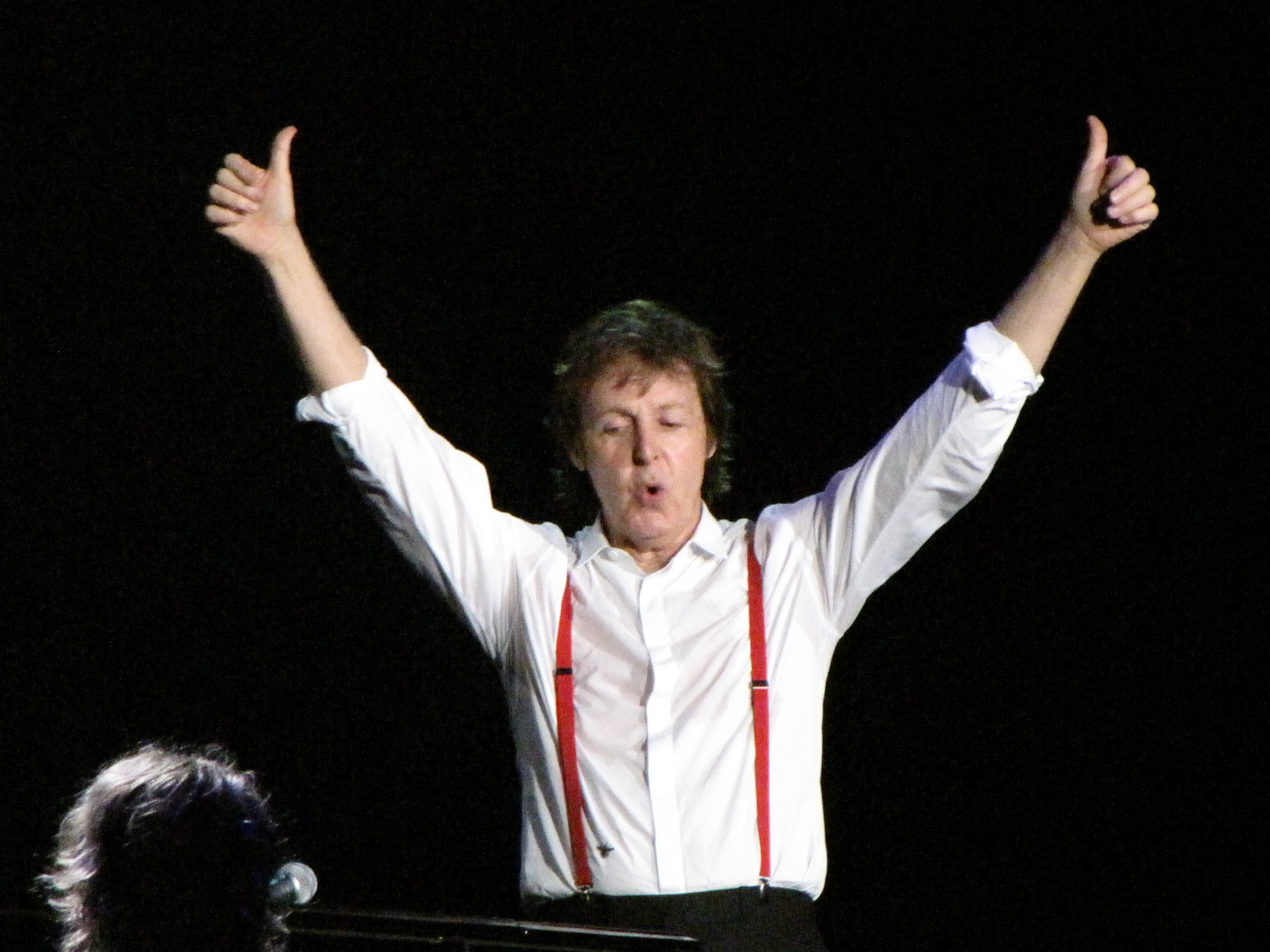
Paul McCartney bei einem Konzert im August 2009: Mittlerweile zählen auch wieder zahlreiche Stücke aus der Beatles-Zeit zu seinem Live-Repertoire

Im Juni 2000 erfolgte die Veröffentlichung des Buddy-Holly-Liedes Maybe Baby, das auf dem gleichnamigen Soundtrackalbum erschien. Liverpool Sound Collage, veröffentlicht im August 2000, ist das erste experimentelle Album von Paul McCartney, es enthält keine Lieder, sondern Klangcollagen, die McCartney aus diversen Tonaufnahmen zusammensetzte. Im September 2000 erschien das Buch Paintings, das Gemälde und Illustrationen von Paul McCartney zeigt.
Das dritte Kompilationsalbum von Paul McCartney Wingspan: Hits and History (Mai 2001) war kommerziell erfolgreich, parallel zur Veröffentlichung der Doppel-CD wurde in mehreren Ländern der gleichnamige Dokumentationsfilm Wingspan im Fernsehen ausgestrahlt. Der Regisseur des Films Alistair Donald ist der damalige Ehemann von Mary McCartney, die in dem Film ihren Vater Paul McCartney interviewt. Die Dokumentation umfasst den Zeitraum ab dem Beginn der Beziehung von Paul und Linda McCartney und behandelt im Wesentlichen die Bandgeschichte der Wings bis zu deren Auflösung im April 1981. Die gleichnamige DVD erschien im November 2001.
Im März 2001 wurde das Buch Blackbird Singing: Poems and Lyrics 1965–1999, ein Gedichtband von McCartney, veröffentlicht. Bei diesem kleinen, von Bob Weil herausgegebenen Buch unterstützte ihn der gut mit ihm befreundete Dichter Adrian Mitchell. Im April 2001 wurde zu Ehren von Ian Dury das Tributalbum Brand New Boots and Panties veröffentlicht, für das Paul McCartney das Lied I’m Partial to Your Abracadabra beisteuerte. Für das Kompilationsalbum Good Rockin’ Tonight – The Legacy of Sun Records nahm Paul McCartney das Lied That’s All Right auf, das Album erschien im Oktober 2001.
Für den Spielfilm Vanilla Sky komponierte und sang McCartney den gleichnamigen Titelsong, der für einen Oscar nominiert wurde, es wurde im Dezember 2001 auf dem Soundtrackalbum Music from Vanilla Sky veröffentlicht.
Am 20. Oktober 2001 fand im Madison Square Garden in New York ein von McCartney organisiertes Benefiz-Konzert mit mehreren Künstlern zu Gunsten der Opfer der Terroranschläge des 11. September 2001 statt.
Das Studioalbum Driving Rain (November 2001) verkaufte sich nicht gut, so erreichte es nur Platz 46 in den britischen Albumcharts. Kein neues Studioalbum von Paul McCartney bis einschließlich McCartney III platzierte sich in Großbritannien niedriger.
Das letzte Treffen von Paul McCartney, George Harrison und Ringo Starr fand am 12. November 2001 im University Hospital von Staten Island (New York) statt, wo Harrison behandelt wurde. Am 29. November 2001 starb George Harrison im Alter von 58 Jahren in Los Angeles (Kalifornien).
Am 11. Juni 2002 heiratete Paul McCartney das ehemalige Model Heather Mills, mit der er eine gemeinsame Tochter hat. Die Ehe wurde am 17. März 2008 geschieden.
Am 29. November 2002 fand das Concert for George in der Royal Albert Hall in London statt, bei dem Paul McCartney die Harrison-Kompositionen For You Blue, Something und All Things Must Pass sang. Mit Eric Clapton sang McCartney das Lied While My Guitar Gently Weeps. Die Harrison-Komposition Something, die Paul McCartney zur Erinnerung an den im November 2001 verstorbenen George Harrison spielte, wurde von McCartney mit einer Ukulele, einem Lieblingsinstrument Harrisons, vorgetragen und gehörte in den folgenden Jahren zum Live-Repertoire.
In den Jahren 2002/2003 folgten neue Tourneen (Driving World Tour vom 1. April bis zum 18. November 2002 und die Back in the World Tour vom 25. März bis zum 1. Juni 2003), auf denen Lieder aus Beatles-Zeiten die Soloarbeiten deutlich überflügelten. Im November 2002 erschien das Livealbum Back in the U.S. in den USA; im Rest der Welt wurde im März 2003 Back in the World veröffentlicht. Für diese Liveauftritte stellte McCartney eine neue Band zusammen: Paul „Wix“ Wickens, der schon Mitglied seiner Begleitband von 1989 bis 1993 war, sowie Abe Laboriel Jr. und Rusty Anderson, die auf dem Album Driving Rain Studiomusiker waren. Als neues Mitglied kam Brian Ray dazu. In dieser Besetzung gibt Paul McCartney bis heute Konzerte (Stand: Juni 2016). Die Nordamerika-Tournee im Jahr 2002 wurde auf der DVD Back in the U.S. dokumentiert, zwei weitere Konzertfilme wurden während der nachfolgenden Tourneen im Jahr 2004 In Red Square (04 Summer Tour vom 25. Mai bis zum 26. Juni 2004) und 2005 The Space Within US (The 'US' Tour vom 17. September bis zum 30. November 2005) hergestellt. In den Jahren 2007 bis 2009 absolvierte Paul McCartney neben Einzelauftritten auch zwei Tourneen: Secret Tour 2007 vom 7. Juni bis zum 25. Oktober 2007 und die kurze Nordamerika-Tournee Summer Live ’09 vom 11. Juli bis zum 19. August 2009.

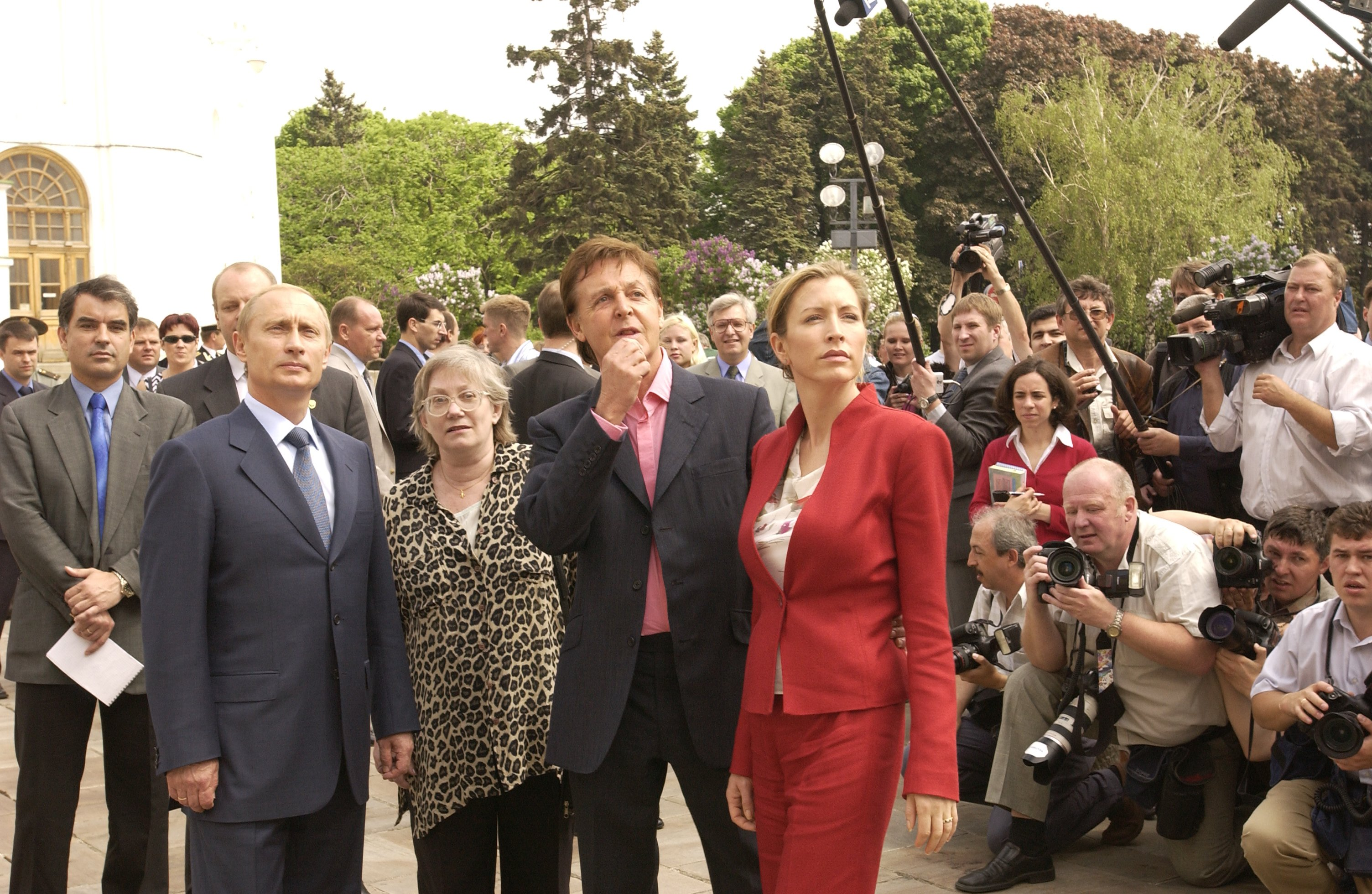
Paul McCartney, Heather Mills und Wladimir Putin in Moskau, 2003

Im September 2004 wurde in Großbritannien die Paul-McCartney-Single Tropic Island Hum/We All Stand Together veröffentlicht. Die Aufnahmen erfolgten bereits im Dezember 1987 mit George Martin als Produzenten. Die DVD The Animation Collection mit von Paul McCartney produzierten Animationsfilmen wurde parallel veröffentlicht.
Die Gemeinschaftskomposition Whole Life von Paul McCartney und David Stewart wurde im Oktober 2003 in den Abbey Road Studios von der Band von Paul McCartney und den beiden Komponisten des Liedes aufgenommen. Die Veröffentlichung erfolgte im März 2005 auf dem Kompilationsalbum One Year On 46664.
Am 2. Juli 2005 traten unter anderem Paul McCartney und U2 während des Live-8-Konzerts auf und spielten gemeinsam das Lied Sgt. Pepper’s Lonely Hearts Club Band, das am selben Tag als Download-Single veröffentlicht wurde.
Im September 2005 erschien das im Wesentlichen von Paul McCartney allein eingespielte Top-Ten-Album Chaos and Creation in the Back Yard, das von der Musikpresse hoch gelobt wurde. Drei Monate vorher im Juni 2005 erschien das erste Remixalbum Twin Freaks von McCartney. Im Oktober 2005 wurde das Buch High in the Clouds, eine Tierfabel von Paul McCartney, Geoff Dunbar und Philip Ardagh, veröffentlicht.
Am 25. September 2006 wurde das Album Ecce Cor Meum veröffentlicht. Es ist das vierte Album McCartneys mit klassischer Musik.

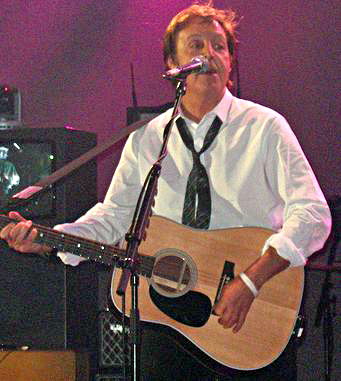
Paul McCartney Live bei den BBC Electric Proms, 2007

Im März 2007 verkündete McCartney die Vertragsunterzeichnung mit dem US-amerikanischen Label Hear Music. Er war damit der erste Künstler des von Starbucks neugegründeten Labels. Im Juni 2007 erschien auf diesem Label das Album Memory Almost Full, das gute Kritiken erhielt und in drei Kategorien bei den Grammy 2008 nominiert wurde und sich erneut in den USA und Großbritannien unter den ersten fünf in den Charts platzieren konnte.

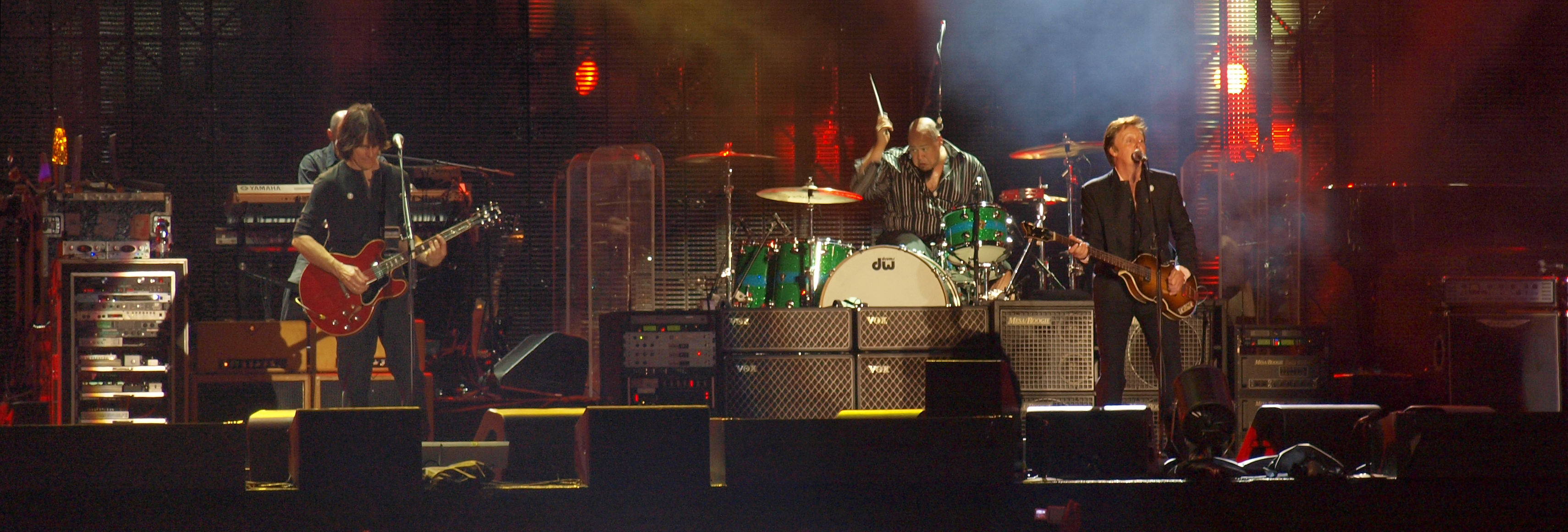
Konzert in Tel Aviv, 2008

Am 25. September 2008 gab McCartney in Tel Aviv vor 45.000 Zuschauern das größte Popkonzert in der Geschichte Israels. Zuvor war er 44 Jahre mit einem Auftrittsverbot belegt gewesen.
Am 24. November 2008 veröffentlichte McCartney zusammen mit Martin Glover als The Fireman ihr drittes Album Electric Arguments, das gute Kritiken erhielt. Musikalisch ähnelt es eher einem regulären Studioalbum von McCartney als den beiden vorangegangenen Instrumental-Alben von The Fireman. Erstmals wurde offiziell bestätigt, wer hinter dem Pseudonym steckt.
Nach einem gemeinsamen Auftritt mit Ringo Starr bei einem Benefizkonzert in New York am 4. April 2009 wurde berichtet, dass beide wieder musikalisch zusammenarbeiten wollen. Im Januar erschien das Album Y Not von Ringo Starr, auf dem zwei Lieder gemeinsam mit McCartney zu hören sind. Weitere musikalische Zusammenarbeit erfolgte in den 2000er Jahren mit Brian Wilson, Stevie Wonder, Klaus Voormann, Yusuf, Lulu, Tony Bennett, George Benson, Al Jarreau, George Michael und Nitin Sawhney sowie weiteren Künstlern.

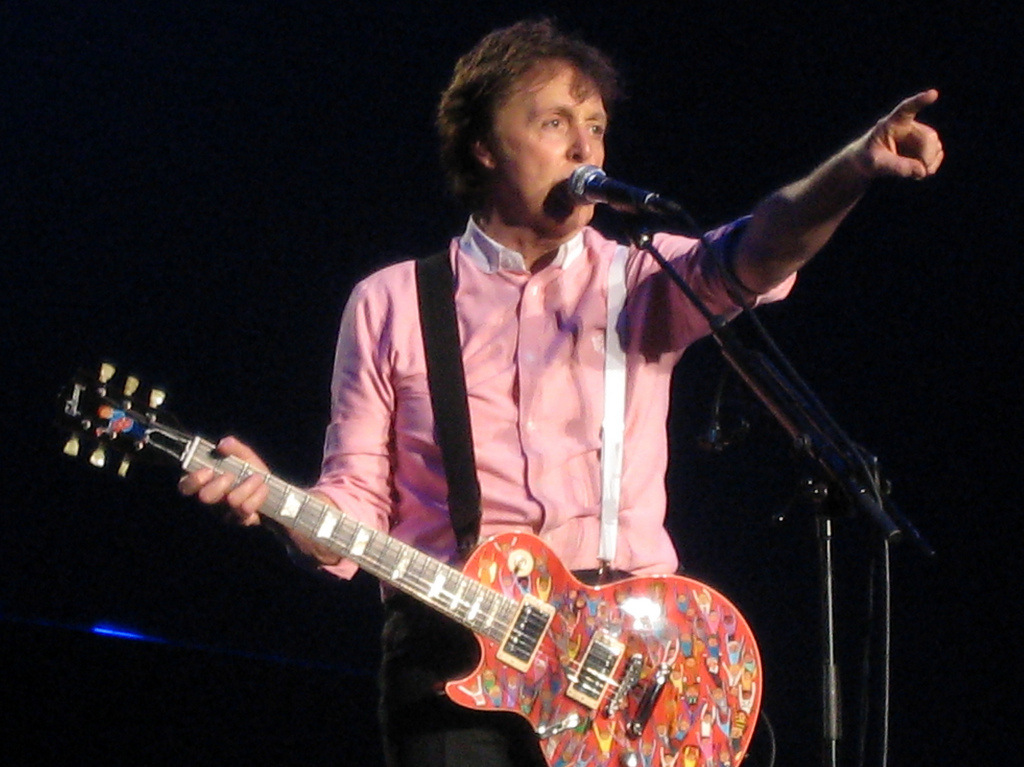
Paul McCartney, 2009

Am 16. und 18. Juli 2008 gab Billy Joel zwei Konzerte mit mehreren Gästen im Shea Stadium, bevor es abgerissen wurde. Einer der eingeladenen Gäste war Paul McCartney, der mit Billy Joel die Lieder I Saw Her Standing There und Let It Be sang.
Am 17., 18. und 21. Juli 2009 trat McCartney zur Eröffnung des Citi-Field-Baseballstadions in New York vor fast 110.000 Zuschauern auf, ein Livealbum Good Evening New York City erschien im Dezember 2009. An gleicher Stelle hatte sich das Shea Stadium befunden, in dem die Beatles am 15. August 1965 vor rund 55.000 Fans gespielt hatten.
Vom 2. bis zum 22. Dezember 2009 folgte die Tournee Good Evening Europe mit den Stationen Hamburg, Berlin, Arnhem, Paris, Köln, Dublin und London.

#### Die 2010er Jahre

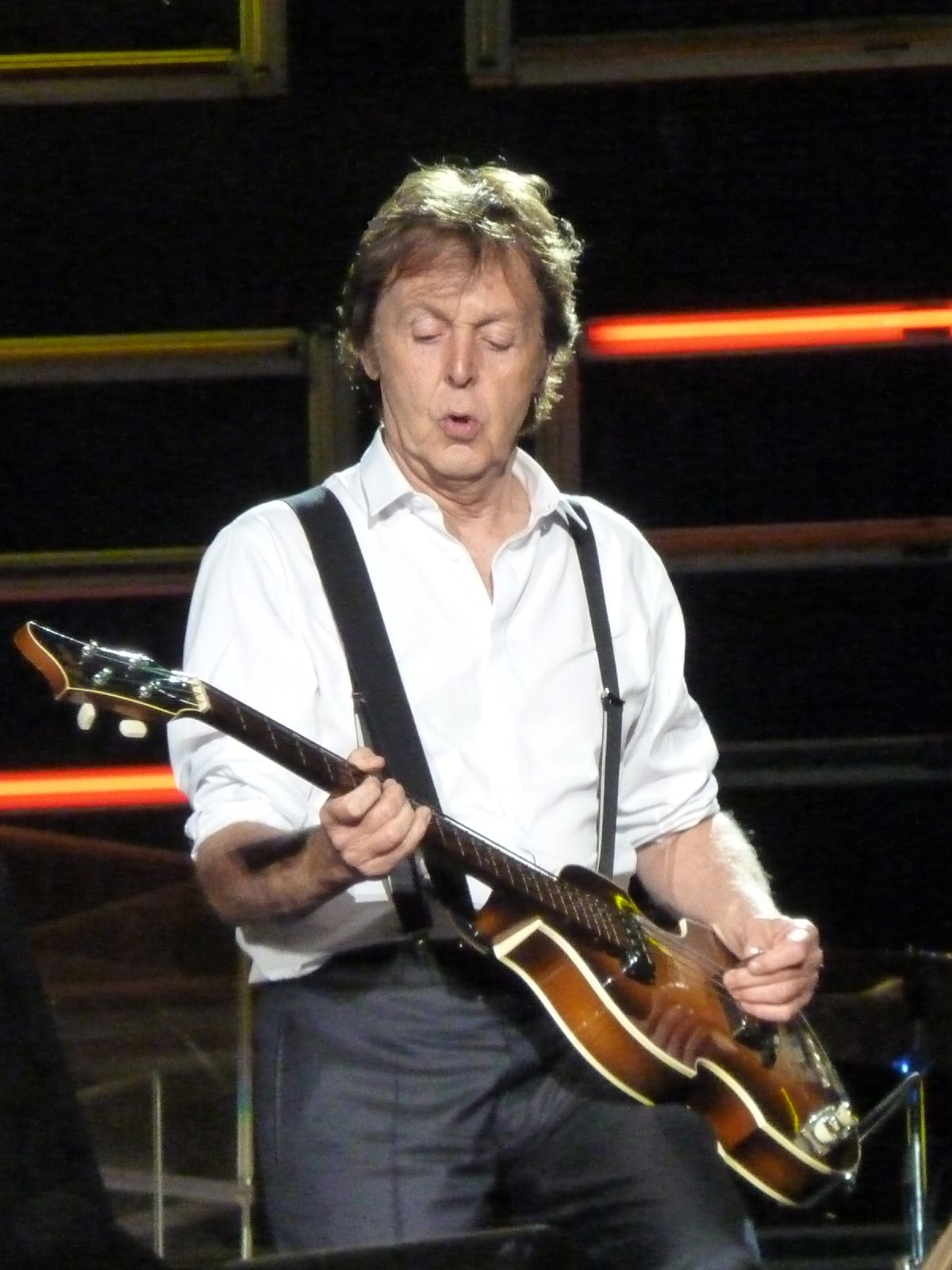
Paul McCartney bei einem Konzert in Dublin, 2010

Im Februar 2010 wurde die Download-Single (I Want To) Come Home veröffentlicht, McCartney nahm das Lied für den Kinofilm Everybody’s Fine auf.

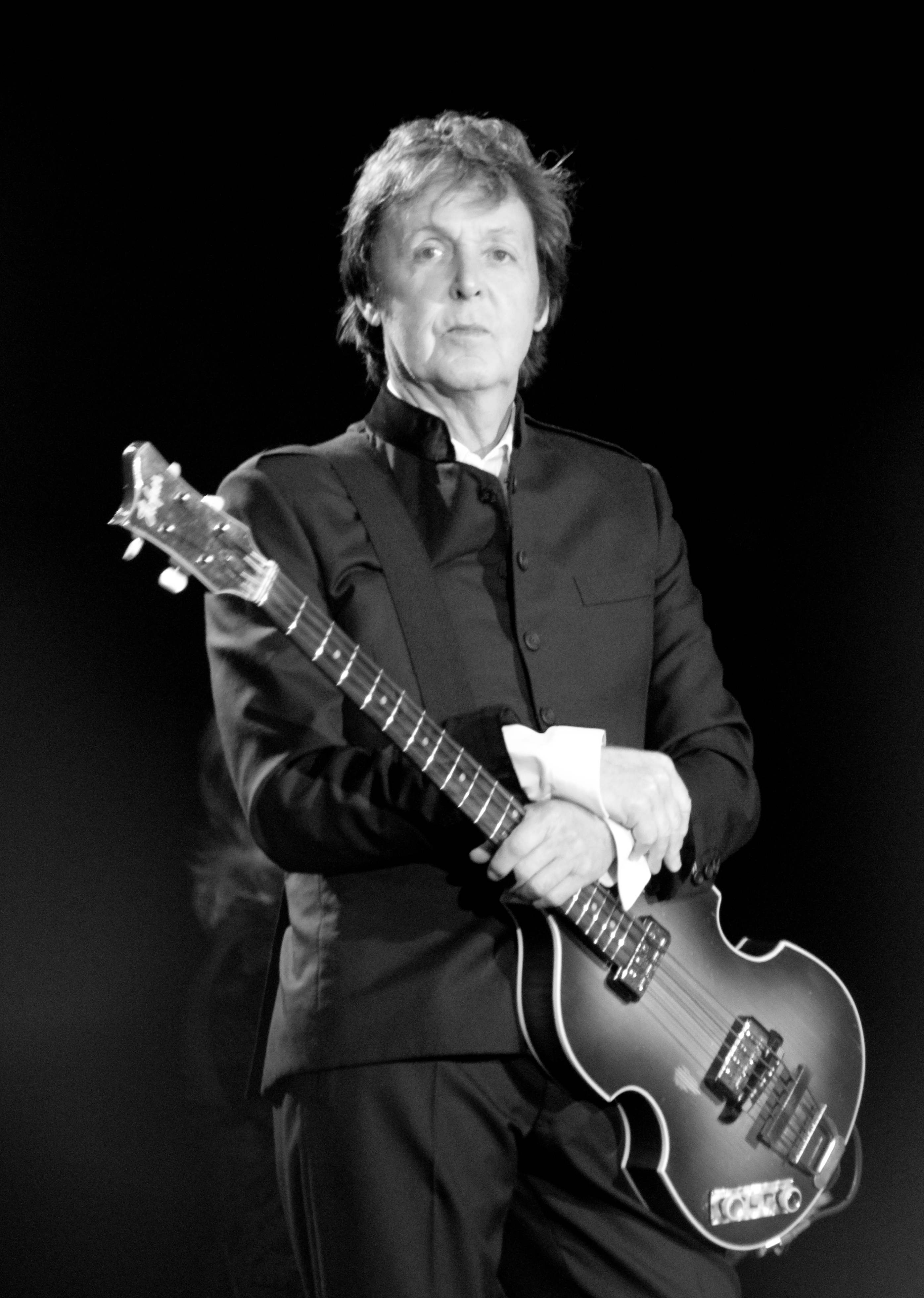
Paul McCartney, 2010

Paul McCartney begab sich zwischen März 2010 und Oktober 2015 mit Unterbrechungen erneut auf eine Welttournee, die unter verschiedenen Betitelungen geführt wurde: Up and Coming Tour vom 28. März 2010 bis zum 10. Juni 2011; On the Run Tour vom 15. Juli 2011 bis zum 29. November 2012 und die Out There Tour vom 4. Mai 2013 bis zum 22. Oktober 2015.

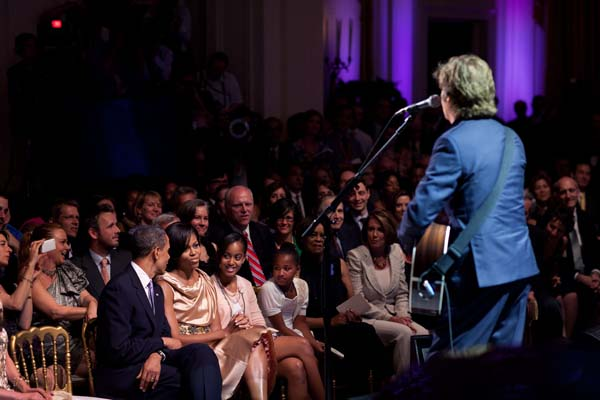
Paul McCartney im Weißen Haus, Juni 2010

Am 2. Juni 2010 trat Paul McCartney im Weißen Haus auf und sang unter anderem sein Lied Michelle in Anwesenheit der First Lady Michelle Obama und Barack Obama.
Im Juni 2011 wurde das Kompilationsalbum Rave On, das Neuinterpretationen von Buddy-Holly-Liedern beinhaltet, veröffentlicht, McCartney steuerte das Lied It’s so Easy bei.
Am 3. Oktober 2011 wurde das Album Ocean’s Kingdom veröffentlicht. Es ist Paul McCartneys fünftes klassisches Album und enthält die Musik für das gleichnamige Ballett, das am 22. September 2011 erstmals vom New York City Ballet aufgeführt wurde.
Im Februar 2012 wurde das Album Kisses on the Bottom veröffentlicht. Es ist ein Album mit starken Anteilen von Jazz-Musik. Die Lieder My Valentine und Only Our Hearts wurden als Singles ausgekoppelt und veröffentlicht. Am 9. Februar 2012 gab Paul McCartney ein Konzert in den Capitol Studios in Los Angeles, das im November 2012 auf der Blu-ray Disc Live Kisses erschien.
Seine Darbietung des Titels Hey Jude bildete nach Mitternacht den musikalischen Abschluss der Eröffnungsfeier für die Olympischen Sommerspiele, die am 27. Juli 2012 in London begonnen hatten.
Im Dezember 2012 veröffentlichte Paul McCartney mit The Christmas Song (Chestnuts Roasting on an Open Fire) nach Wonderful Christmastime aus dem Jahr 1979 seine zweite Weihnachtssingle. Es folgte im selben Monat die Veröffentlichung von Cut Me Some Slack, einer Download-Single, die Paul McCartney zusammen mit den ehemaligen Nirvana-Mitgliedern Dave Grohl, Krist Novoselić und Pat Smear einspielte. Das Lied Cut Me Some Slack wurde während des Benefizkonzerts 12-12-12: Konzert für Sandy-Opfer am 12. Dezember 2012 im Madison Square Garden in New York in dieser Formation vorgetragen, wo Paul McCartney mit seiner Band ebenfalls auftrat. Im Juni 2013 wurde eine weitere Download-Single, Out of Sight, unter der Interpretenbezeichnung The Bloody Beetroots feat. Paul McCartney & Youth veröffentlicht. Weiterhin arbeitete Paul McCartney mit seinem Sohn James McCartney an dessen Projekten zusammen.
Im Oktober 2013 erschien das Album New. Das Album erreichte erneut die Top Ten der Charts in Deutschland, Großbritannien und den USA. Die Singleauskopplung New erreichte Platz vier der japanischen Charts.
Paul McCartney und Ringo Starr spielten live am 26. Januar 2014 bei den Grammy Awards 2014 im Staples Center in Los Angeles das McCartney-Lied Queenie Eye. Er gewann zusammen mit Grohl, Novoselic und Smear den Grammy Award for Best Rock Song für Cut Me Some Slack. Am 27. Januar 2014 trat McCartney erneut gemeinsam mit Ringo Starr und anderen Künstlern bei The Night That Changed America: A Grammy Salute to The Beatles in Los Angeles auf. Das Konzert wurde am 9. und 12. Februar 2014 von CBS ausgestrahlt. Sie spielten gemeinsam die Lieder With a Little Help from My Friends und Hey Jude.
Am 26. September 2014 erschien als Download der Videospiel-Soundtrack Destiny. Als Interpreten werden Martin O’Donnell, Michael Salvatori, C Paul Johnson und Paul McCartney aufgeführt. Das im Spiel, aber nicht auf dem Soundtrack-Album enthaltene Lied Hope for the Future wurde am 8. Dezember 2014 als McCartney-Single veröffentlicht.
Zum Jahreswechsel 2014/15 veröffentlichte Kanye West mit Paul McCartney (unter der Interpretenbezeichnung „Kanye West featuring Paul McCartney“) die Gemeinschaftskomposition Only One als Downloadsingle. Am 24. Januar 2015 folgte mit dem Lied FourFiveSeconds eine weitere Single mit Rihanna und Kanye West unter der Interpretenbezeichnung „Rihanna and Kanye West and Paul McCartney“, die das Trio am 8. Februar 2015 bei den Grammy Awards 2015 vortrug. Die Single wurde ein internationaler Top-Ten-Hit. Die dritte Zusammenarbeit mit Kanye West und Paul McCartney wurde am 2. März 2015 unter dem Titel All Day als Downloadsingle veröffentlicht, als Interpreten wurden „Kanye West featuring Theophilus London, Allan Kingdom & Paul McCartney“ angegeben. Bei All Day wurden am Ende des Titels Teile des unveröffentlichten Paul-McCartney-Liedes When the Wind is Blowing verwendet.
Am 13. April 2016 begann McCartney seine Tour One on One, die auch Konzerte in Düsseldorf, München und Berlin beinhaltete. Im Juni 2016 erschien unter dem Titel Pure McCartney das vierte Kompilationsalbum von Paul McCartney, das Lieder zwischen 1970 und 2014 umfasst.
Im August 2016 gab Capitol Records bekannt, dass Paul McCartney zu seinem früheren Label zurückkehren werde und dass er an einem neuen Studioalbum arbeitet. Im November 2016 wurde das Soundtrackalbum Ethel & Ernest veröffentlicht, zu dem McCartney das Lied In the Blink of An Eye beisteuerte.
Im Januar 2017 verklagte Paul McCartney Sony/ATV Music Publishing in den USA, um die Rechte an den Beatles-Liedern zurückzuerlangen, die er mit John Lennon unter dem Copyright Lennon/McCartney geschrieben hatte. Im Juni 2017 wurde bekanntgegeben, dass sich die beiden Rechtsparteien geeinigt hätten.
Im Jahr 2017 hatte McCartney einen kurzen Auftritt als Jack Sparrows Onkel in dem Film Pirates of the Caribbean: Salazars Rache, dem fünften Teil der Saga Pirates of the Caribbean.

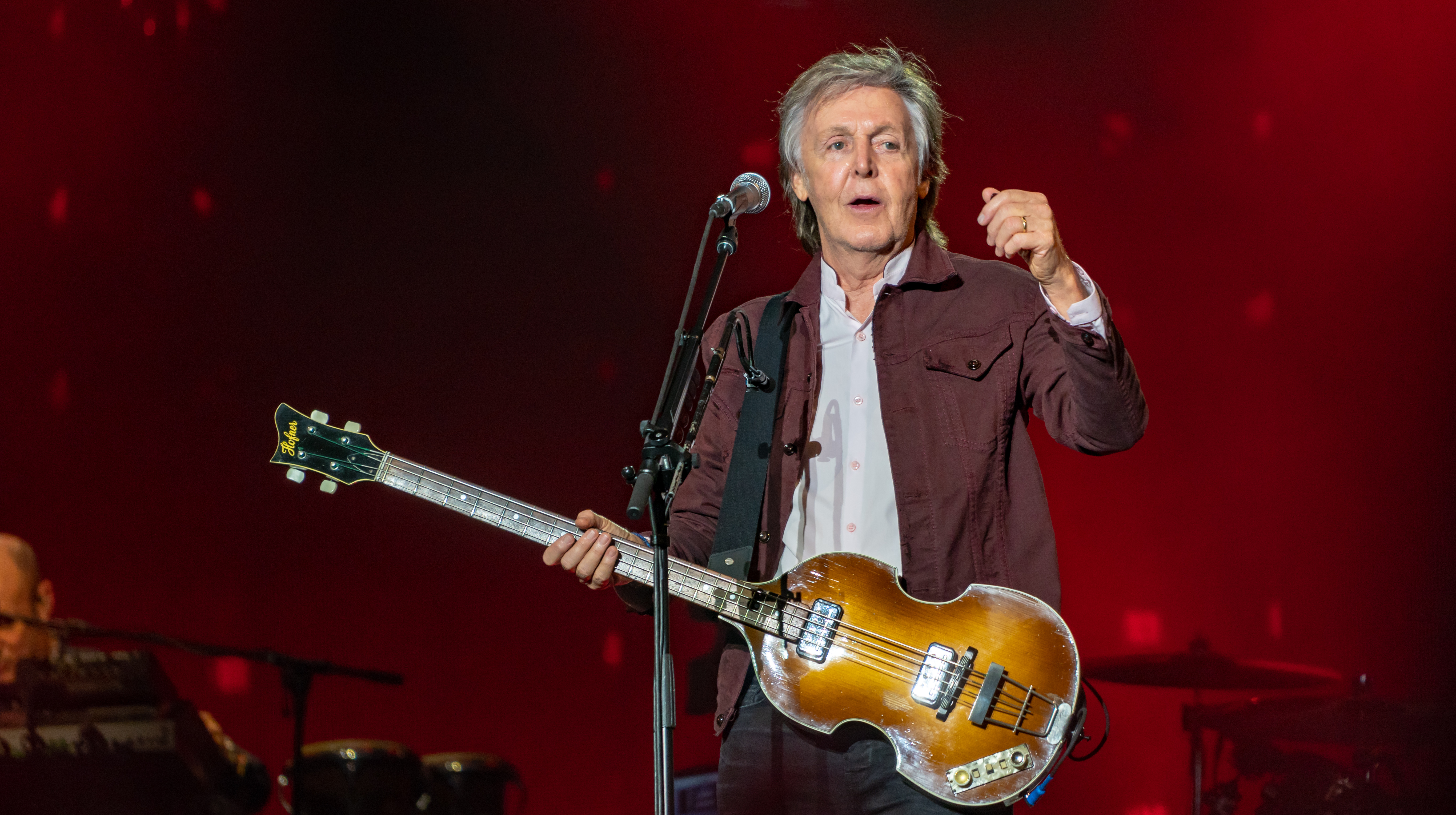
Paul McCartney, 2018

Am 7. September 2018 erschien das Album Egypt Station. Das Album erreichte in Deutschland und den USA den ersten Platz der Charts und war damit das zweite Nummer-eins-Album in Deutschland und das achte in den USA.
Vom 17. September 2018 bis zum 13. Juli 2019 folgte die neue Paul-McCartney-Tournee unter der Bezeichnung Freshen Up Tour.
Paul McCartney spielte während der Tour mit Ringo Starr am 16. Dezember 2018 in der O2 Arena in London sein Lied Get Back und am 13. Juli 2019 im Dodger Stadium in Los Angeles die Lieder Sgt. Pepper’s Lonely Hearts Club Band (Reprise) und Helter Skelter während zweier McCartney-Konzerte.
Am 1. Januar 2019 wurde das Lied Get Enough als Download-Single veröffentlicht, die dann Bestandteil des erweiterten Albums Egypt Station Explorer’s Edition wurde, das im Mai 2019 als Doppel-CD erschien.
Am 12. Juli 2019 wurde das Livealbum Amoeba Gig veröffentlicht, das ein Konzert aus dem Jahr 2007 beinhaltet. Im Jahr 2019 veröffentlichte McCartney zwei Bücher, im Januar Less Meat, Less Heat, das eine Verbindung zwischen Fleischkonsum und Erderwärmung aufzeigt, und im September Hey Grandude!, ein Kinderbuch, das von Kathryn Durst illustriert wurde. Darüber hinaus erschien ein von McCartney besprochenes Hörbuch.
Am 22. November 2019 wurde die Download-Single Home Tonight/In A Hurry veröffentlicht. Beide Lieder stammen von den Egypt-Station-Aufnahmesessions, wurden aber nicht für das Album verwendet.
Eine musikalische Zusammenarbeit erfolgte in den 2010er Jahren neben Ringo Starr mit den Foo Fighters, James McCartney, Eric Clapton, Kanye West, Rihanna, Charlotte Gainsbourg und weiteren Künstlern.

#### Die 2020er Jahre

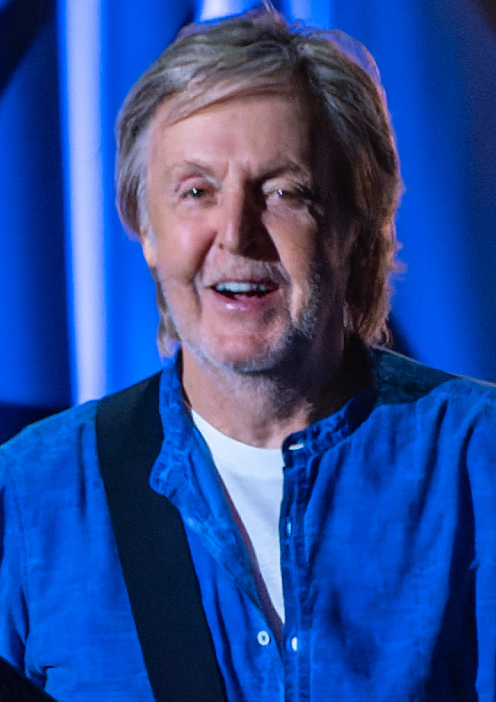
Paul McCartney, 2022

Am 18. April 2020 trat Paul McCartney im Rahmen der Benefizshow One World: Together At Home auf und sang Lady Madonna.
McCartney wollte seine Freshen-up-Tournee um zehn weitere Konzerte ins Jahr 2020 verlängern, darunter auch ein Stadionkonzert in Deutschland in der HDI-Arena Hannover. Die zehn Termine in mehreren westeuropäischen Ländern wurden für Mai und Juni angesetzt, mussten allerdings aufgrund der COVID-19-Pandemie abgesagt werden.
Zu den gesellschaftspolitischen Geschehnissen in den USA im Mai/Juni 2020 aufgrund der Tötung von George Floyd nahm McCartney am 5. Juni 2020 wie folgt Stellung: „[…] Wir alle hier unterstützen und stehen an der Seite all derer, die in dieser Zeit protestieren und ihre Stimme erheben. Ich will Gerechtigkeit für George Floyds Familie, ich will Gerechtigkeit für all jene, die gestorben und gelitten haben. Nichts zu sagen ist keine Option.“ Diese Aussage wurde von Ringo Starr unterstützt, der darauf hinwies, dass die Beatles immer für Gleichberechtigung und Gerechtigkeit standen.
Eine weitere Benefizveranstaltung, an der McCartney teilnahm, fand am 20. Juni 2020 unter dem Titel Round Midnight Preserves statt. Paul McCartney spielte mit weiteren Künstlern (Elvis Costello, Dave Grohl, Jim James, Dave Matthews, Irma Thomas und Nathaniel Ratleliff) das Lied When the Saints Go Marching In.
Im Juli 2021 wurde die sechsteilige Dokumentation McCartney 3,2,1 mit McCartney und Rick Rubin in Deutschland auf Disney+ veröffentlicht.
Am 18. Dezember 2020 erschien das neue Studioalbum McCartney III. Es erreichte in Deutschland und Großbritannien den ersten Platz der Charts und war damit das dritte Nummer-eins-Album in Deutschland und das achte in Großbritannien. Insgesamt erreichte Paul McCartney bislang mit seinen Alben die Top Ten der jeweiligen Charts 14 Mal in Deutschland, 21 Mal in den USA und 29 Mal in Großbritannien. Am 16. April 2021 wurde das Remixalbum McCartney III Imagined in digitaler Form veröffentlicht, eine physische Veröffentlichung erfolgte am 23. Juli.
Im Jahr 2021 veröffentlichte McCartney zwei Bücher, im Oktober Grandude’s Green Submarine, ein weiteres Kinderbuch, das wiederum von Kathryn Durst illustriert wurde. Darüber hinaus erschien das gleichnamige von McCartney gesprochene Hörbuch. Im November erschien das in Zusammenarbeit mit Paul Muldoon, der Anfang 2015 Paul McCartney von Robert Weil und John Eastman vorgestellt wurde, entstandene Werk The Lyrics, das 154 Liedtexte mit Anmerkungen und autobiografischen Texten von McCartney enthält. Angeregt zum Verfassen des Buches wurde McCartney bereits 2015 von seinen Schwager, Freund und Ratgeber John Eastman und seinem Verleger Bob Weil.
An der im November 2021 veröffentlichten Filmdokumentation The Beatles: Get Back war McCartney zusammen mit Ringo Starr, Yoko Ono, Olivia Harrison, Peter Jackson und Weiteren als Produzent beteiligt.
Vom 28. April bis zum 16. Juni 2022, zwei Tage vor seinem 80. Geburtstag, absolvierte McCartney den ersten Teil der Got Back Tour. Am 2. Dezember 2022 wurde die limitierte 7″ Single Box veröffentlicht. Im Juni 2023 erschien McCartneys Fotobuch 1964: Eyes of the Storm.

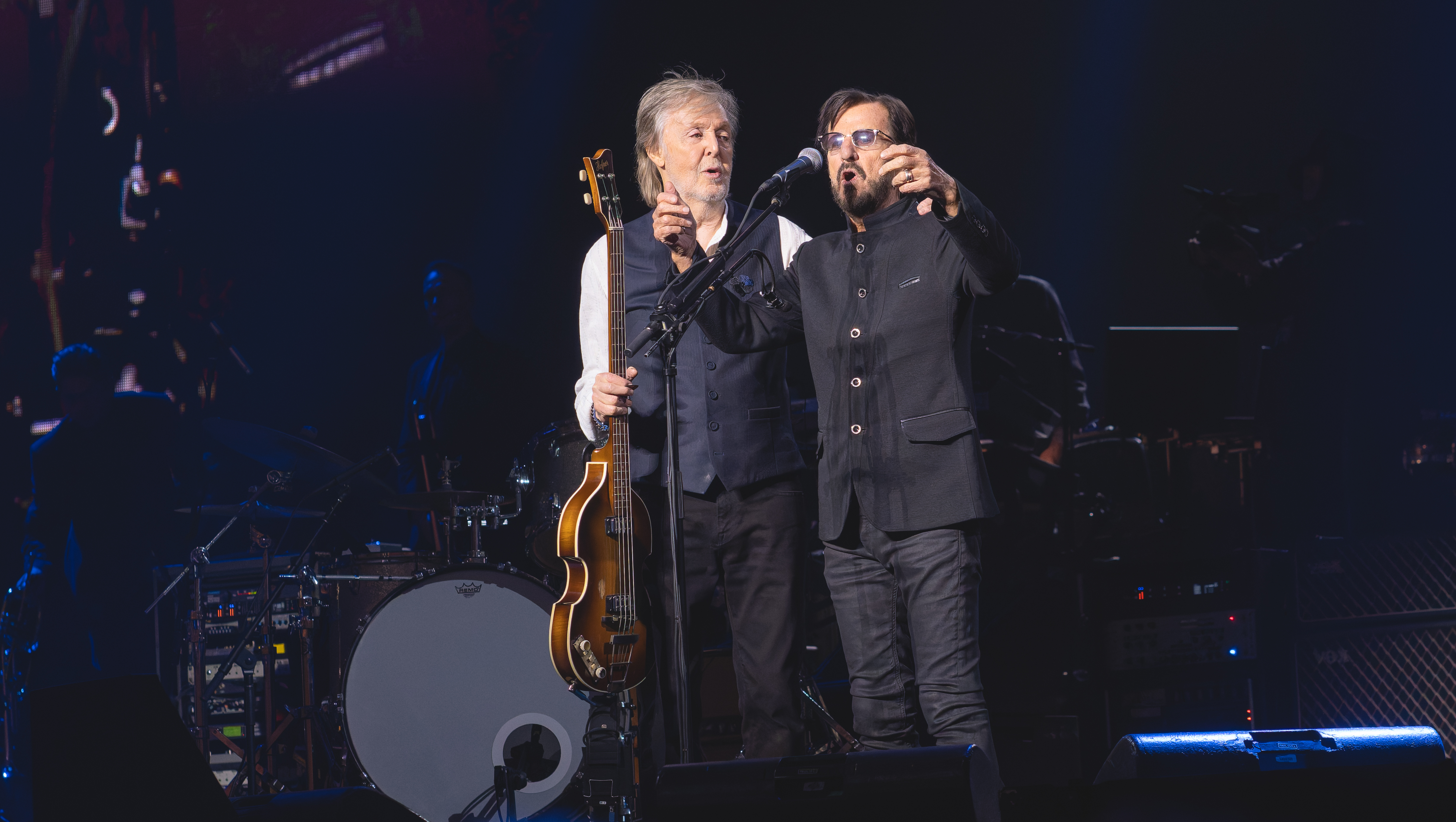
McCartney und Starr am 19. Dezember 2024 in der O2 Arena in London

Paul McCartney und Ringo Starr wirkten 2023 musikalisch bei der Dolly-Parton-Version von Let It Be mit. Weiterhin spielte McCartney Bass auf dem 2023er Rolling-Stones-Album Hackney Diamonds bei Bite My Head Off und komponierte/produzierte Feeling the Sunlight für die Ringo-Starr-EP Rewind Forward. Im November 2023 wurde die letzte Beatles-Single Now and Then veröffentlicht, die McCartney mit Ringo Starr und dem Produzenten Giles Martin unter Hilfe einer KI 2022 fertigstellte. Zwischen dem 18. Oktober und dem 16. Dezember 2023 setzte McCartney seine Got Back Tour fort.
Am 14. Juni 2024 erschien das Paul-McCartney-&-Wings-Album One Hand Clapping, das Studioaufnahmen von 1974/75 enthält.
Paul McCartney und Ringo Starr spielten am 19. Dezember 2024 in der O2 Arena in London zum Abschluss der Got-Back-Tour 2024 die Lieder Sgt. Pepper’s Lonely Hearts Club Band und Helter Skelter.
Am 16. Mai 2025 erschien My Valentine als neu aufgenommene Duett-Single von Barbra Streisand und Paul McCartney.

### Soziales Engagement
Das Ehepaar Paul und Linda McCartney engagierte sich für den Tierschutz. So setzten sich die beiden sowohl gegen Tierversuche als auch gegen die Verwertung von Tieren für Lebensmittel und Pelze ein. Beide wurden in den 1970er Jahren Vegetarier. Musikalisch zeugt davon das Lied Looking for Changes auf dem Album Off the Ground. 2005 unterstützten McCartney und Heather Mills den Protest gegen die Robbenjagd durch Fotos mit jungen Robben im kanadischen Sankt-Lorenz-Golf.
Daneben war Paul McCartney an mehreren bekannten musikalischen Wohltätigkeitsprojekten beteiligt.

## Auszeichnungen
Paul McCartney, der zu den wenigen ihre Zeit nachdrücklich prägenden Menschen gehört, erhielt unzählige Musikauszeichnungen, Platin- und Goldene Schallplatten aus aller Welt. Er besitzt auch die einzige Rhodium-Schallplatte, die jemals vom Guinness-Buch der Rekorde, in das er bereits 1979 mit mehreren Rekorden (Anzahl der Millionenseller, Goldplatten-Auszeichnungen, reichster Popstar usw.) aufgenommen worden war, verliehen wurde.
Weitere Auszeichnungen:

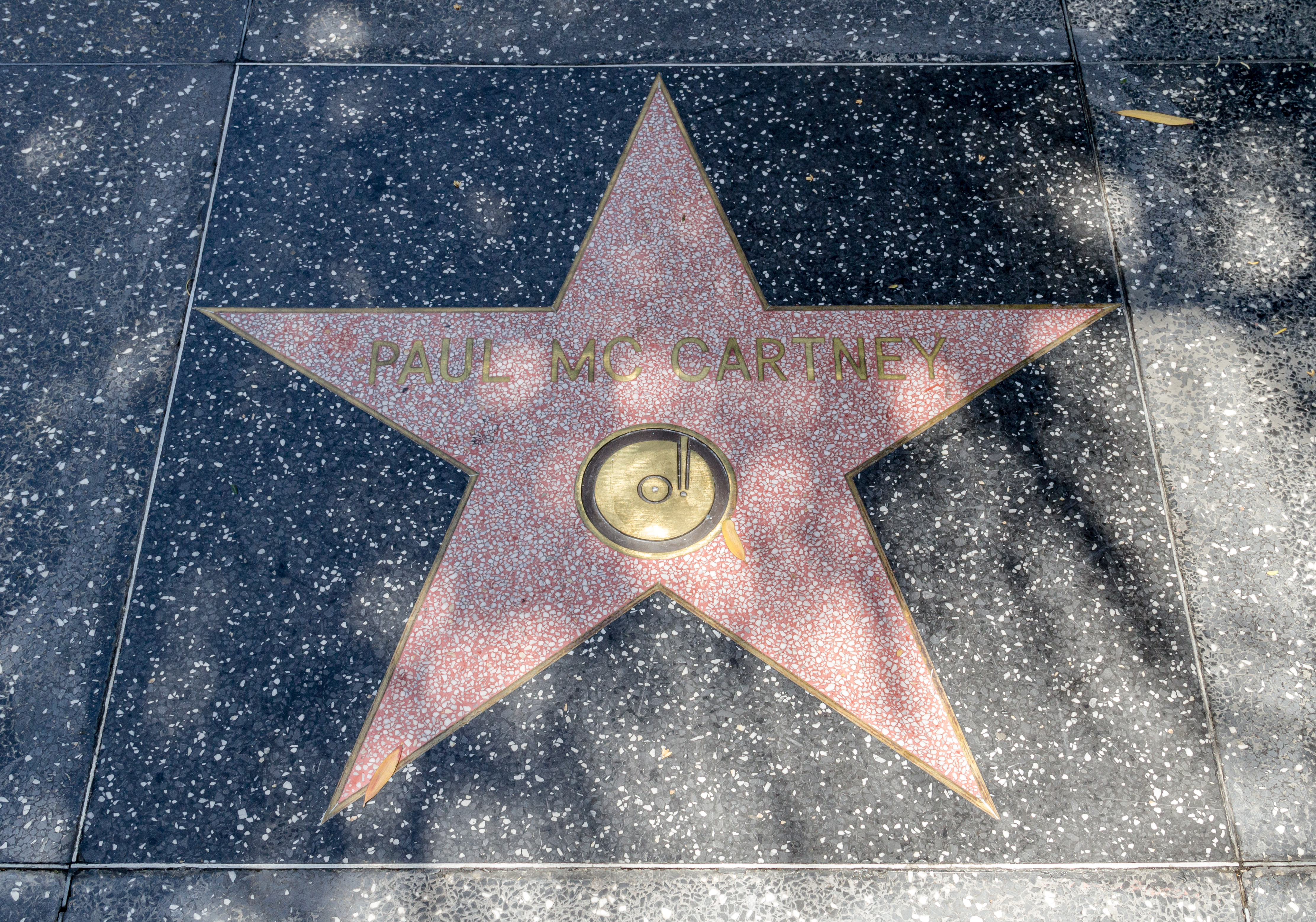
Stern für Paul McCartney auf dem Hollywood Walk of Fame

- 1965: Orden Member of the Order of the British Empire (MBE) (gemeinsam mit den anderen Beatles-Mitgliedern)
- 1980: Grammy Award for Best Rock Instrumental Performance für den Titel Rockestra Theme vom Album Back to the Egg (erstmals vergeben)
- 1988: Aufnahme in die Rock and Roll Hall of Fame, Performer (gemeinsam mit den anderen Beatles-Mitgliedern)
- 1990: Namensgeber für den Asteroiden (4148) McCartney[115]
- 1992: Polar Music Prize[116]
- 1993: Für den 1992 auf Honoré Daumiers Lithografien beruhenden Kurzanimationsfilm Daumier’s Law, den McCartney mit seiner Frau Linda produziert und für den er die Filmmusik geschrieben hatte, erhielt er den British Academy Film Award als ‚Bester animierter Kurzfilm‘. der Film lief im Wettbewerb um die Goldene Palme in Cannes.
- 1997: Erhebung zum Knight Bachelor (Adelsprädikat Sir) und damit in den (persönlichen, nicht erblichen) Adelsstand durch Königin Elisabeth II.
- 1999: Aufnahme in die Rock and Roll Hall of Fame, Performer
- 2001: World Award, verliehen von Michail Gorbatschow
- 2003: Ehrendoktor-Titel an der University of Sussex
- 2008: Ehrendoktor-Titel an der Yale University
- 2008: Ehrenpreis MTV Ultimate Legend Award im Rahmen der MTV Europe Music Awards in Liverpool
- 2010: Gershwin Prize for Popular Song der Library of Congress[117] Paul McCartney und Barack Obama 2010, Überreichung des Gershwin Prize

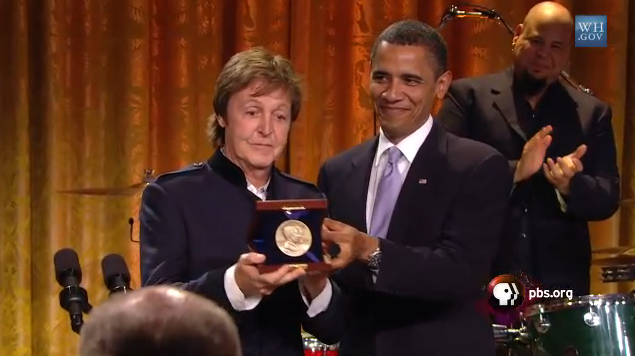
Paul McCartney und Barack Obama 2010, Überreichung des Gershwin Prize

- 2010: Kennedy Center Award für lebenslange Verdienste um die darstellenden Künste
- 2010: Großkreuz des Ordens El Sol del Perú
- 2011: Grammy Awards 2011, Auszeichnung für den Titel Helter Skelter vom Live-Album Good Evening New York City in der Kategorie Best Solo Rock Vocal Performance
- 2012: Stern auf dem Hollywood Walk of Fame (als letzter der Beatles)[118]
- 2012: Grammy Awards 2012, Auszeichnung für die Band On The Run Deluxe Edition in der Kategorie Best Historical Album
- 2012: Aufnahme als Foreign Honorary Member in die American Academy of Arts and Sciences[119]
- 2012: Ernennung zum Offizier der französischen Ehrenlegion[120]
- 2013: Grammy Awards 2013, Auszeichnung für das Album Kisses on the Bottom in der Kategorie Best Traditional Pop Vocal Album
- 2014: Grammy Awards 2014, Auszeichnungen für das Lied Cut Me Some Slack in der Kategorie Best Rock Song und für Live Kisses in der Kategorie Best Music Film
- 2016: UK’s most successful albums act of all time (Paul McCartney erreichte 22 Mal die Nummer-eins-Position in Großbritannien, davon 15 Mal mit den Beatles und 7 Mal in seiner Solokarriere; insgesamt befanden sich diese 22 Alben 191 Wochen auf Platz eins der Charts)[121]
- 2017: Orden Companion of Honour (CH)[122][123]
- Die Musikzeitschrift Rolling Stone listete McCartney auf Rang elf der 100 größten Sänger sowie auf Rang zwei der 100 größten Songwriter aller Zeiten (eine Position vor John Lennon).[124][125]

## Diskografie
Studioalben

| Jahr | Titel Interpretation                              | Höchstplatzierung, Gesamtwochen/‑monate, AuszeichnungChartplatzierungen (Jahr, Titel, Interpretation, Platzierungen, Wochen/Monate, Auszeichnungen, Anmerkungen) | Höchstplatzierung, Gesamtwochen/‑monate, AuszeichnungChartplatzierungen (Jahr, Titel, Interpretation, Platzierungen, Wochen/Monate, Auszeichnungen, Anmerkungen) | Höchstplatzierung, Gesamtwochen/‑monate, AuszeichnungChartplatzierungen (Jahr, Titel, Interpretation, Platzierungen, Wochen/Monate, Auszeichnungen, Anmerkungen) | Höchstplatzierung, Gesamtwochen/‑monate, AuszeichnungChartplatzierungen (Jahr, Titel, Interpretation, Platzierungen, Wochen/Monate, Auszeichnungen, Anmerkungen) | Höchstplatzierung, Gesamtwochen/‑monate, AuszeichnungChartplatzierungen (Jahr, Titel, Interpretation, Platzierungen, Wochen/Monate, Auszeichnungen, Anmerkungen) | Anmerkungen                                                                 |
| Jahr | Titel Interpretation                              | DE | AT | CH | UK | US | Anmerkungen                                                                 |
| ---- | ------------------------------------------------- | --- | --- | --- | --- | --- | --------------------------------------------------------------------------- |
| 1970 | McCartney Paul McCartney                          | DE15 (13 Wo.)DE | — | — | UK2 (33 Wo.)UK | US1 ×2Doppelplatin · (50 Wo.)US | Erstveröffentlichung: 17. April 1970                                        |
| 1971 | Ram Paul & Linda McCartney                        | DE22 (17 Wo.)DE | AT52 (1 Wo.)AT | — | UK1 Silber · (25 Wo.)UK | US2 Platin · (42 Wo.)US | Erstveröffentlichung: 17. Mai 1971                                          |
| 1971 | Wild Life Wings                                   | DE47 (5 Wo.)DE | — | CH88 (1 Wo.)CH | UK11 (9 Wo.)UK | US10 Gold · (19 Wo.)US | Erstveröffentlichung: 7. Dezember 1971 Höchstplatzierung in CH in 2018      |
| 1973 | Red Rose Speedway Paul McCartney & Wings          | DE56 (1 Wo.)DE | — | CH89 (1 Wo.)CH | UK5 Gold · (17 Wo.)UK | US1 Gold · (32 Wo.)US | Erstveröffentlichung: 30. April 1973 Höchstplatzierung in DE und CH in 2018 |
| 1973 | Band on the Run Paul McCartney & Wings            | DE15 (46 Wo.)DE | AT29 (… Wo.)AT | CH22 (1 Wo.)CH | UK1 Platin + Gold (Remastered) · (131 Wo.)UK | US1 ×3Dreifachplatin · (121 Wo.)US | Erstveröffentlichung: 5. Dezember 1973                                      |
| 1975 | Venus and Mars Wings                              | DE11 (5 Mt.)DE | — | — | UK1 Platin · (30 Wo.)UK | US1 Platin · (79 Wo.)US | Erstveröffentlichung: 27. Mai 1975                                          |
| 1976 | Wings at the Speed of Sound Wings                 | DE32 (7 Mt.)DE | — | — | UK2 Gold · (36 Wo.)UK | US1 Platin · (53 Wo.)US | Erstveröffentlichung: 25. März 1976                                         |
| 1978 | London Town Wings                                 | DE6 Gold · (20 Wo.)DE | AT4 (20 Wo.)AT | — | UK4 Gold · (23 Wo.)UK | US2 Platin · (28 Wo.)US | Erstveröffentlichung: 31. März 1978                                         |
| 1979 | Back to the Egg Wings                             | DE16 (12 Wo.)DE | AT12 (8 Wo.)AT | — | UK6 Gold · (15 Wo.)UK | US8 Platin · (24 Wo.)US | Erstveröffentlichung: 8. Juni 1979                                          |
| 1980 | McCartney II Paul McCartney                       | DE18 (23 Wo.)DE | AT4 (12 Wo.)AT | — | UK1 Gold · (18 Wo.)UK | US3 Gold · (38 Wo.)US | Erstveröffentlichung: 16. Mai 1980                                          |
| 1982 | Tug of War Paul McCartney                         | DE1 (25 Wo.)DE | AT2 (25 Wo.)AT | — | UK1 Gold · (27 Wo.)UK | US1 Platin · (30 Wo.)US | Erstveröffentlichung: 26. April 1982                                        |
| 1983 | Pipes of Peace Paul McCartney                     | DE20 (19 Wo.)DE | AT15 (7 Wo.)AT | CH12 (10 Wo.)CH | UK4 Platin · (24 Wo.)UK | US15 Platin · (25 Wo.)US | Erstveröffentlichung: 31. Oktober 1983                                      |
| 1984 | Give My Regards to Broad Street Paul McCartney    | DE25 (9 Wo.)DE | — | — | UK1 Platin · (21 Wo.)UK | US21 Gold · (18 Wo.)US | Erstveröffentlichung: 22. Oktober 1984                                      |
| 1986 | Press to Play Paul McCartney                      | DE30 (7 Wo.)DE | — | CH28 (1 Wo.)CH | UK8 Gold · (6 Wo.)UK | US30 (22 Wo.)US | Erstveröffentlichung: 19. September 1986                                    |
| 1989 | Flowers in the Dirt Paul McCartney                | DE9 Gold · (36 Wo.)DE | AT18 (9 Wo.)AT | CH13 Gold · (10 Wo.)CH | UK1 Platin · (21 Wo.)UK | US21 Gold · (50 Wo.)US | Erstveröffentlichung: 5. Juni 1989                                          |
| 1991 | Снова в СССР (The Russian Album) Paul McCartney   | — | — | — | UK63 (1 Wo.)UK | US109 (3 Wo.)US | Erstveröffentlichung: September 1991                                        |
| 1993 | Off the Ground Paul McCartney                     | DE2 Platin · (37 Wo.)DE | AT4 Gold · (16 Wo.)AT | CH5 Gold · (16 Wo.)CH | UK5 Silber · (4 Wo.)UK | US17 Gold · (20 Wo.)US | Erstveröffentlichung: 1. Februar 1993                                       |
| 1997 | Flaming Pie Paul McCartney                        | DE6 (18 Wo.)DE | AT6 (7 Wo.)AT | CH8 (11 Wo.)CH | UK2 Gold · (19 Wo.)UK | US2 Gold · (21 Wo.)US | Erstveröffentlichung: 2. Mai 1997                                           |
| 1999 | Run Devil Run Paul McCartney                      | DE21 (11 Wo.)DE | AT18 (4 Wo.)AT | CH36 (4 Wo.)CH | UK12 Gold · (14 Wo.)UK | US27 (6 Wo.)US | Erstveröffentlichung: 5. Oktober 1999                                       |
| 2001 | Driving Rain Paul McCartney                       | DE23 (5 Wo.)DE | AT31 (4 Wo.)AT | CH62 (2 Wo.)CH | UK46 Silber · (3 Wo.)UK | US26 Gold · (10 Wo.)US | Erstveröffentlichung: 13. November 2001                                     |
| 2005 | Chaos and Creation in the Backyard Paul McCartney | DE4 (6 Wo.)DE | AT13 (4 Wo.)AT | CH9 (5 Wo.)CH | UK10 Gold · (4 Wo.)UK | US6 Gold · (21 Wo.)US | Erstveröffentlichung: 12. September 2005                                    |
| 2007 | Memory Almost Full Paul McCartney                 | DE18 (6 Wo.)DE | AT17 (4 Wo.)AT | CH20 (5 Wo.)CH | UK5 Gold · (6 Wo.)UK | US3 Gold · (15 Wo.)US | Erstveröffentlichung: 1. Juni 2007                                          |
| 2012 | Kisses on the Bottom Paul McCartney               | DE9 (7 Wo.)DE | AT4 (7 Wo.)AT | CH12 (8 Wo.)CH | UK3 Silber · (5 Wo.)UK | US5 (15 Wo.)US | Erstveröffentlichung: 3. Februar 2012                                       |
| 2013 | New Paul McCartney                                | DE6 (6 Wo.)DE | AT6 (7 Wo.)AT | CH12 (5 Wo.)CH | UK3 (7 Wo.)UK | US3 (14 Wo.)US | Erstveröffentlichung: 11. Oktober 2013                                      |
| 2018 | Egypt Station Paul McCartney                      | DE1 (17 Wo.)DE | AT2 (10 Wo.)AT | CH5 (9 Wo.)CH | UK3 (5 Wo.)UK | US1 (8 Wo.)US | Erstveröffentlichung: 7. September 2018                                     |
| 2020 | McCartney III Paul McCartney                      | DE1 (13 Wo.)DE | AT2 (12 Wo.)AT | CH2 (15 Wo.)CH | UK1 (3 Wo.)UK | US2 (4 Wo.)US | Erstveröffentlichung: 18. Dezember 2020                                     |
| 2024 | One Hand Clapping Paul McCartney & Wings          | DE4 (2 Wo.)DE | AT8 (1 Wo.)AT | CH11 (1 Wo.)CH | UK10 (1 Wo.)UK | US74 (1 Wo.)US | Erstveröffentlichung: 14. Juni 2024                                         |

grau schraffiert: keine Chartdaten aus diesem Jahr verfügbar

## Filme von Paul und Linda McCartney
Nachfolgende Filme wurden (noch) nicht auf DVD/Blu-Ray veröffentlicht:
- 1974: Empty Hand – Film über einen Karatewettbewerb (Filmlänge: ca. 32 Minuten)
- 1978: Rockestra – Dokumentation über die Aufnahmen zum Titel Rockestra Theme am 3. Oktober 1978 (Filmlänge: ca. 43 Minuten)
- 1982: The Cooler – Drei Videos mit Paul und Linda McCartney, Ringo Starr und Barbara Bach (Filmlänge: 11 Minuten)
- 1984: The Music Lives On – Extra für die Buddy Holly Week gedreht; inklusive Auftritt der Wings (Filmlänge: 11 Minuten)
- 1986: Blankit’s First Show – Film über ein Appaloosa-Pferd (Filmlänge: 25 Minuten)

## Tourneen

### Paul-McCartney-Tourneen
| Name der Tournee              | Beginn             | Ende              | Anzahl der Konzerte |
| ----------------------------- | ------------------ | ----------------- | ------------------- |
| The Paul McCartney World Tour | 26. September 1989 | 29. Juli 1990     | 103                 |
| Unplugged Tour                | 8. Mai 1991        | 24. Juli 1991     | 6                   |
| The New World Tour            | 18. Februar 1993   | 16. Dezember 1993 | 77                  |
| Driving World Tour            | 1. April 2002      | 18. November 2002 | 58                  |
| Back in the World Tour        | 25. März 2003      | 1. Juni 2003      | 33                  |
| ’04 Summer Tour               | 25. Mai 2004       | 26. Juni 2004     | 14                  |
| The ’US’ Tour                 | 17. September 2005 | 30. November 2005 | 37                  |
| Secret Tour 2007              | 7. Juni 2007       | 25. Oktober 2007  | 6                   |
| Summer Live ’09               | 11. Juli 2009      | 19. August 2009   | 10                  |
| Good Evening Europe Tour      | 2. Dezember 2009   | 22. Dezember 2009 | 8                   |
| Up and Coming Tour            | 28. März 2010      | 10. Juni 2011     | 42                  |
| On the Run Tour               | 15. Juli 2011      | 29. November 2012 | 37                  |
| Out There Tour                | 4. Mai 2013        | 22. Oktober 2015  | 91                  |
| One on One                    | 13. April 2016     | 16. Dezember 2017 | 78                  |
| Freshen Up Tour               | 17. September 2018 | 13. Juli 2019     | 39                  |
| Got Back Tour (2022)          | 28. April 2022     | 16. Juni 2022     | 16                  |
| Got Back Tour (2023)          | 18. Oktober 2023   | 16. Dezember 2023 | 18                  |
| Got Back Tour (2024)          | 1. Oktober 2024    | 19. Dezember 2024 | 23                  |

### Auftritte/Konzerte außerhalb der Tourneen
(Quelle: )
| Name des Konzerts                                             | Ort                                                                    | Datum                           |
| ------------------------------------------------------------- | ---------------------------------------------------------------------- | ------------------------------- |
| Live Aid                                                      | London                                                                 | 13. Juli 1985                   |
| Prince`s Trust All-Starr Rock Concert                         | London                                                                 | 20. Juni 1986                   |
| An Evening with Paul McCartney-Royal College of Music Benefit | London                                                                 | 23. März 1995                   |
| Allen Ginsberg Live at the Royal Albert Hall                  | London                                                                 | 16. Oktober 1995                |
| Music for Montserrat                                          | London                                                                 | 15. September 1997              |
| Rock and Roll Hall of Fame                                    | New York                                                               | 15. März 1999                   |
| Here, There and Everywhere: Concert for Linda                 | London                                                                 | 10. April 1999                  |
| PETA Party of the Century                                     | Los Angeles                                                            | 18. September 1999              |
| Live at the Cavern                                            | Liverpool                                                              | 14. Dezember 1999               |
| Adopt-A-Minefield Benefit Gala 2001                           | Los Angeles                                                            | 14. Juni 2001                   |
| The Concert for New York City                                 | New York                                                               | 20. Oktober 2001                |
| The Nobel Peace Prize 100th Anniversary Concert               | Oslo                                                                   | 11. Dezember 2001               |
| Super Bowl XXXVI Pregame Ceremonies                           | New Orleans                                                            | 3. Februar 2002                 |
| Party at the Palace                                           | London                                                                 | 3. Juni 2002                    |
| Adopt-A-Minefield Benefit Gala 2002                           | Los Angeles                                                            | 18. September 2002              |
| Concert for George                                            | London                                                                 | 29. November 2002               |
| Adopt-A-Minefield Benefit Gala 2003                           | Los Angeles                                                            | 23. September 2003              |
| Adopt-A-Minefield Benefit Gala 2004                           | Los Angeles                                                            | 15. Oktober 2004                |
| 18 Annual Bridge School Benefit Concert                       | Mountain View                                                          | 23. Oktober 2004                |
| NFL Super Bowl XXXIX Halftime Show                            | Jacksonville                                                           | 6. Februar 2005                 |
| Live 8                                                        | London                                                                 | 2. Juli 2005                    |
| Adopt-A-Minefield Benefit Gala 2005                           | Los Angeles                                                            | 15. November 2005               |
| Memory Almost Full Promo Shows                                | London/New York/Los Angeles                                            | 7., 13., 27. Juni 2007          |
| iTunes Festival                                               | London                                                                 | 5. Juli 2007                    |
| Live at the Olympia                                           | Paris                                                                  | 22. Oktober 2007                |
| Electric Proms                                                | London                                                                 | 25. Oktober 2007                |
| Liverpool Sound                                               | Liverpool                                                              | 1. Juni 2008                    |
| Independence Concert                                          | Kiew                                                                   | 14. Juni 2008                   |
| 400th Anniversaire de Québec                                  | Québec                                                                 | 20. Juli 2008                   |
| Frienship First Concert                                       | Tel Aviv-Jaffa                                                         | 25. September 2008              |
| Change begins within-David Lynch Foundation Benefit Concert   | New York                                                               | 4. April 2009                   |
| Coachella Festival                                            | Indio                                                                  | 17. April 2009                  |
| The Joint                                                     | Las Vegas                                                              | 19. April 2009                  |
| Halifax Common                                                | Halifax                                                                | 11. Juli 2009                   |
| Children in Need                                              | London                                                                 | 12. November 2009               |
| The Gershwin Award Concert                                    | Washington, D.C.                                                       | 2. Juni 2010                    |
| The Old Vic 192                                               | London                                                                 | 1. Juli 2010                    |
| Harlem Apollo                                                 | London                                                                 | 12. Dezember 2010               |
| 100 Club                                                      | London                                                                 | 17. Dezember 2010               |
| HMV Apollo                                                    | London                                                                 | 18. Dezember 2010               |
| Academy Liverpool                                             | Liverpool                                                              | 20. Dezember 2010               |
| 54th Annual Grammy Awards                                     | Los Angeles                                                            | 12. Februar 2012                |
| Teenager Cancer Trust                                         | London                                                                 | 29. März 2012                   |
| The Queen`s Diamond Jubilee Concert                           | London                                                                 | 4. Juni 2012                    |
| Olympics Opening Ceremony                                     | London                                                                 | 27. Juli 2012                   |
| 12-12-12                                                      | New York                                                               | 12. Dezember 2012               |
| iHeartRadio Music Festival                                    | Las Vegas                                                              | 21. September 2013              |
| Jimmy Kimmel Tonight-Live on Hollywood Boulevard              | Los Angeles                                                            | 23. September 2013              |
| Late Night with Jimmy Fallon                                  | New York                                                               | 7. Oktober 2013                 |
| Frank Sinatra School of the Arts                              | New York                                                               | 9. Oktober 2013                 |
| New York Times Square-Impromptu Concert                       | New York                                                               | 10. Oktober 2013                |
| Live at the BBC Mada Vale                                     | London                                                                 | 16. Oktober 2013                |
| Covent Garden-Impromptu Concert                               | London                                                                 | 18. Oktober 2013                |
| Special Valentine`s Day Concert                               | New York                                                               | 14. Februar 2015                |
| Robin Hood Foundation Benefit                                 | New York                                                               | 12. Mai 2015                    |
| Summer Festivals 2015                                         | Dover, USA/Roskilde Festival, Dänemark/Chicago, Lollapalooza Festival  | 19. Juni/4. Juli/31. Juli 2015  |
| Summer Festivals 2016                                         | Pinkpop, Landgraaf/Rock Werchter, Werchter/Summerfest, Milwaukee       | 12. Juni/30. Juni/8. Juli 2016  |
| Desert Trip                                                   | Indio                                                                  | 8./15. Oktober 2016             |
| Pappy&Harriet`s                                               | Pioneertown                                                            | 10. Oktober 2016                |
| Egypt Station: Intimate Shows                                 | Abbey Road Studios/Liverpool Institute for Performing Arts/Cavern Club | 23. Juli/25. Juli/26. Juli 2018 |
| Live at the Central Station                                   | New York                                                               | 8. September 2018               |
| Austin City Limits Music Festival                             | Austin                                                                 | 5./12. Oktober 2018             |
| Live in Frome/Cheese and Grain                                | Glastonbury                                                            | 24. Juni 2022                   |
| Glastonbury                                                   | Glastonbury                                                            | 25. Juni 2022                   |
| Paul McCartney Rocks the Bowery                               | New York                                                               | 11., 12., 14. Februar 2025      |

### Zeitlinie der Begleitmusiker von Paul McCartney Tourneen
| Rusty Anderson (Hintergrundgesang, Gitarre)                                                       | Paul McCartney (Gesang, E-Bass, Gitarre, Klavier, Ukulele) | Paul McCartney (Gesang, E-Bass, Gitarre, Klavier, Ukulele) | Paul McCartney (Gesang, E-Bass, Gitarre, Klavier, Ukulele) | Brian Ray (Hintergrundgesang, E-Bass, Gitarre)                |
| Paul Wickens (Hintergrundgesang, Keyboard, Gitarre, Bongos, Perkussion, Mundharmonika, Akkordeon) | Paul McCartney (Gesang, E-Bass, Gitarre, Klavier, Ukulele) | Paul McCartney (Gesang, E-Bass, Gitarre, Klavier, Ukulele) | Paul McCartney (Gesang, E-Bass, Gitarre, Klavier, Ukulele) | Abe Laboriel, Jr. (Hintergrundgesang, Schlagzeug, Perkussion) |

## Sonstiges

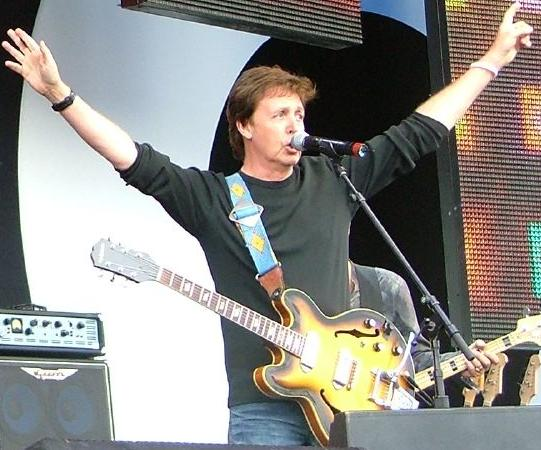
Auftritt bei Live 8, 2005

- 1979 traten die Wings bei Concerts for the people of Kampuchea in London auf.
- Er sang bei Band Aid und Band Aid 20 mit.
- Gemeinsam mit Gerry Marsden (von der Band Gerry & the Pacemakers), den Christians und Holly Johnson von Frankie Goes to Hollywood nahm er 1989 Marsdens Hit Ferry Cross the Mersey neu auf. Die Einnahmen flossen den Opfern der Hillsborough-Katastrophe zu.
- McCartney trat bei Live 8 am 2. Juli 2005 im Londoner Hyde Park auf.
- Auftritt beim Benefiz-Konzert Change Begins Within der David Lynch Foundation for Consciousness-Based Education and World Peace am 4. April 2009 in der Radio City Music Hall, New York, unter anderem mit Ringo Starr, Donovan, Paul Horn, Ben Harper, Eddie Vedder, Sheryl Crow und Moby. Mit den Konzerteinnahmen will die Stiftung sozial benachteiligten Kindern die Möglichkeit geben, Transzendentale Meditation zu erlernen.[128][129][130]
- Zusammen mit seinen beiden Töchtern Stella und Mary gründete er die Kampagne Meat Free Monday (den „fleischlosen Montag“),[131] die sich für einen vegetarischen Tag in der Woche einsetzt, um gegen die Klimaerwärmung vorzugehen.[132][133]
- Um den Londoner Musikklub 100 Club vor der Schließung zu retten, trat Paul McCartney im Dezember 2010 dort vor 300 Zuhörern bei einem Benefiz-Konzert auf.[134]
- Am 12. Dezember 2012 spielten die verbliebenen Bandmitglieder von Nirvana mit Unterstützung von Paul McCartney im New Yorker Madison Square Garden erstmals wieder gemeinsam live auf einer Bühne. Anlass war ein Benefizkonzert für die Opfer von Hurrikan Sandy. Sie spielten das Stück Cut Me Some Slack.

## Gerücht seines vermeintlichen Todes
Seit 1969 existiert das Gerücht, McCartney sei bei einem Autounfall ums Leben gekommen und durch einen Doppelgänger ersetzt worden. Als angebliche „Beweise“ deutete man unter anderem einige Details auf dem Cover der LP Abbey Road, zum Beispiel, dass McCartney als einziger der Beatles barfuß zu sehen ist, was in Großbritannien als Todessymbol gedeutet wird, da Menschen dort ohne Schuhe beerdigt werden. Außerdem sei es außergewöhnlich, dass er – als Linkshänder – seine Zigarette in der rechten Hand hält. Diese Verschwörungstheorie wurde von einem Radiomoderator ins Leben gerufen.

## Schriften
- 1981: Composer / Artist. ISBN 0-907516-01-7 (Hardback) / 0-907516-00-9 (Paperback).
- 1984: Give My Regards to Broad Street. ISBN 0-907516-62-9.
- 2000: The Beatles Anthology. Ullstein, München 2000, ISBN 3-550-07132-9.
- 2000: Paintings, ISBN 0-8212-2673-8.
- 2001: Blackbird Singing Poems and Lyrics 1965–1999. ISBN 0-393-02049-5 (deutsche Ausgabe: Blackbird Singing Gedichte und Songs 1965–1999).
- 2002: Wingspan: Paul McCartney’s Band on the Run. ISBN 0-8212-2793-9.
- 2004: Each One Believing. ISBN 0-8118-4507-9.
- 2005: High in the Clouds. ISBN 0-525-47733-0 (deutsche Ausgabe: Hoch in den Wolken, ISBN 978-3-570-13034-6).
- 2016: The Meat Free Monday Cookbook. ISBN 978-1-906868-69-7 (zusammen mit Stella McCartney und Mary McCartney).
- 2019: Less Meat, Less Heat – A Recipe for Our Planet. ISBN 978-3-532-61000-8 (deutsche Ausgabe: Less Meat, Less Heat – Ein Rezept für unseren Planeten. Aus dem Englischen übersetzt von Elisabeth Liebl. Claudius, München 2022, ISBN 978-3-532-62832-4).
- 2019: Hey Grandude! ISBN 978-0-241-37565-5 (deutsche Ausgabe: Opapi-Opapa: Besuch von den Krawaffels, ISBN 978-3-219-11821-6).
- 2021: Grandude’s Green Submarine. ISBN 978-0-241-47293-4
- 2021: The Lyrics: 1956 to Present. W. W. Norton & Company. – 154 Songtexte (endgültige Textfassungen) mit auf 24, meist in New York stattgefundenen Gesprächen (August 2015 bis August 2020) zwischen Paul McCartney und Paul Muldoon beruhenden Texten; unterstützt mit Materialien aus dem umfangreichen Archiv von MPL (McCartney Production Limited) in London. Mit Fotografien unter anderem von Linda McCartney.
  - deutsch: Lyrics. 1956 bis heute. Hrsg. mit einer Einleitung von Paul Muldoon. Aus dem Englischen übersetzt von Conny Lösch. C. H. Beck, München 2021, ISBN 978-3-406-77650-2. Zwei Bände (A–K und L–Z), 874 Seiten.
- 2023: 1964: Augen des Sturms. Fotografien und Betrachtungen. Aus dem Englischen von Conny Lösch. C. H. Beck Verlag, München 2023, ISBN 978-3-406-80300-0.

## Trivia
Im Jahr 1970 veröffentlichte die deutsche Schlagersängerin Marianne Rosenberg ihre erste Schallplatte mit dem Lied Mr. Paul McCartney, das die Verehrung Paul McCartneys zum Thema hat. Der Titel konnte sich vier Wochen in den deutschen Charts platzieren und erreichte Platz 33.
Während McCartneys zweiter Nordamerika-Konzerttournee „US Tour“ wurden am 12. November 2005 im kalifornischen Anaheim zwei Lieder und einige Dialoge des Konzerts an die Besatzungsmitglieder Waleri Tokarew und William S. McArthur auf der Internationalen Raumstation (ISS) übertragen. Die gespielten Lieder waren Good Day Sunshine von den Beatles und English Tea von McCartney. Die Schaltung wurde auf der DVD The Space Within Us dokumentiert.